# Weltumsegelung des Francis Drake

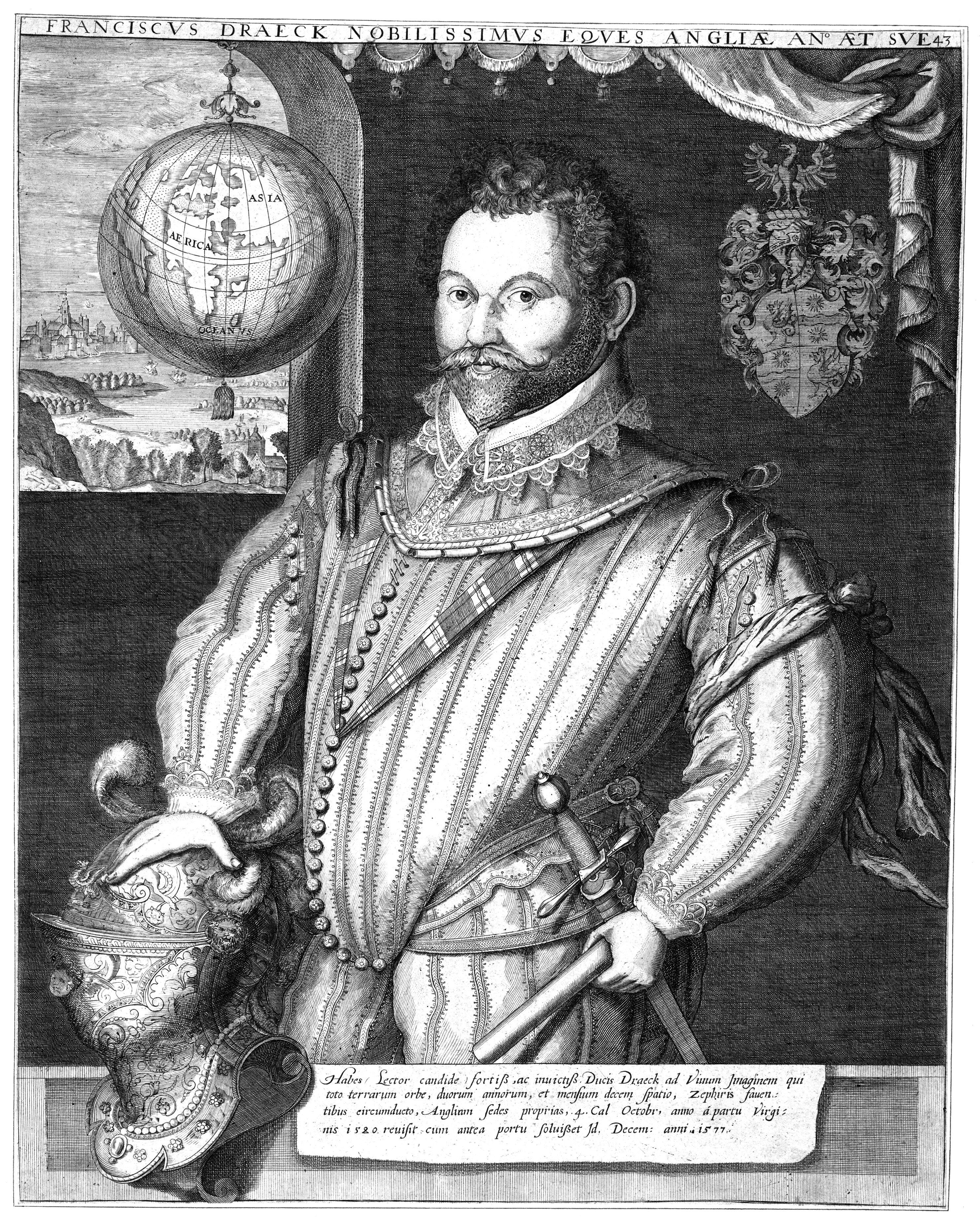
Sir Francis Drake mit Weltkugel als Symbol seiner Weltumsegelung im Hintergrund. Dieser Kupferstich von Jodocus Hondius wurde im 18. Jahrhundert von George Vertue überarbeitet und in Franciscus Draeck Nobilissimus Eques Angliae Ano Aet Sue 43, Fine Arts Collection der California Historical Society veröffentlicht.

Die Weltumsegelung des Francis Drake war die erste Weltumrundung unter Führung eines Engländers. Dabei durchquerten Francis Drake und seine Mannschaft vom 13. Dezember 1577 bis zum 26. September 1580 in 1.018 Tagen den Atlantischen, den Pazifischen und den Indischen Ozean. Die Weltreise ging als The Famous Voyage in die Geschichte ein.

## Einordnung
Als erste Weltumsegelung gilt die einer spanischen Expedition von 1519 bis 1522 unter der anfänglichen Leitung des Portugiesen Ferdinand Magellan. Wenigen Überlebenden einer 1525 begonnenen spanischen Expedition von García Jofre de Loaísa, darunter dem Mönch Andrés de Urdaneta, gelang nach längerer portugiesischer Gefangenschaft auf den Gewürzinseln mit ihrer Rückkehr nach Europa ebenfalls eine Weltumrundung. In der Literatur gilt nicht deren Reise, sondern die englische Expedition von Drake als zweite Weltumsegelung der Geschichte.

## Vorgeschichte
Unter der Regentschaft Königin Elisabeth I. von England gab es verschiedene Pläne für eine Expedition durch die Magellanstraße in den Pazifik. Da Königin Elisabeth sich jedoch der Provokation gegenüber Spanien, die eine solche Reise bedeutet hätte, bewusst war, wurden diese Pläne mehrmals zurückgestellt. Besonders Elisabeths Schatzmeister und Berater William Cecil, 1. Baron Burghley, verhinderte mehrere dieser Pläne. Ihm gegenüber stand der Co-Innenminister Sir Francis Walsingham, der eine antispanische Politik befürwortete.
Durch Empfehlung Walter Devereux, 1. Earl of Essex, lernte Francis Drake Walsingham kennen, der die Pläne Drakes unterstützte, indem er Geldgeber zusammenbrachte, die die Expedition finanziell ermöglichten. Unter der Leitung von Thomas Gresham, dem Begründer der Londoner Börse, wurde ein Konsortium gegründet, bei dem einflussreiche Persönlichkeiten Englands wie Robert Dudley, 1. Earl of Leicester, der Großadmiral Englands Edward Clinton, 1. Earl of Lincoln, und der Captain der königlichen Leibgarde Sir Christopher Hatton Teilhaber waren, die sich durch die Reise Drakes einen finanziellen Gewinn erhofften.
Das Unternehmen musste unter strengster Geheimhaltung geplant und vorbereitet werden, da einerseits der wichtigste Berater Elisabeths, William Cecil, dies abgelehnt und vereitelt hätte; andererseits wurden durch diese Reise spanische Interessen in Südamerika bedroht, so dass es für die Initiatoren abzusehen war, dass Spanien versuchen würde, die Expedition mit Gewalt zu verhindern. Um den eigentlichen Grund der Expedition vor den Gegnern zu verschleiern, wurde unter anderem eine Genehmigung für eine Handelsreise nach Ägypten vom Sultan von Alexandria eingeholt.

## Ziele der Reise
Aufgrund der umfangreichen Geheimhaltung vor und nach der Reise kann heute nicht genau festgelegt werden, was die eigentlichen Ziele der Reise waren. Ein mögliches Ziel, über das spekuliert wird, ist das Auffinden des sagenumwobenen Kontinents Terra Australis, den man südlich bzw. auf der pazifischen Seite der Magellanstraße vermutete. Ein weiteres Ziel könnte gewesen sein, die Straße von Anián (ehemalige spanische Bezeichnung der heutigen Nordwestpassage) vom Pazifik aus zu finden. Drakes Landsmann Martin Frobisher versuchte dies zur gleichen Zeit auf drei Entdeckungsreisen (1576–1578) vom Atlantik aus. Angeblich hatte Drake auch den Auftrag, Handelsbeziehungen mit den Herrschern der Gewürzinseln (den heutigen Molukken) aufzubauen. Es gibt auch die Legende, dass Drake 1573 beim Anblick Panamás (→ Überfall auf eine spanische Karawane vor Panamá) den Entschluss fasste, die Stadt vom Pazifischen Ozean aus anzugreifen.

## Die Vorbereitungen

### Die Schiffe

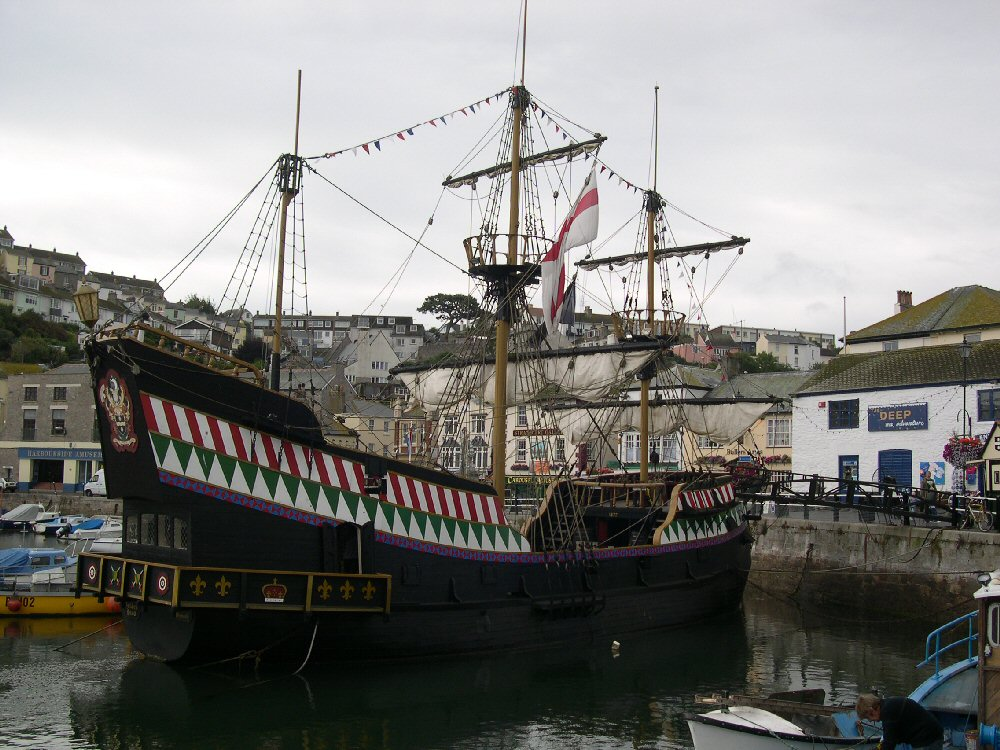
Nachbau der Golden Hinde in Brixham, Devon

Francis Drake stach mit einer Flotte aus fünf Schiffen in See:
Die Pelican war das Flaggschiff der Flotte und wurde 1576/77 eigens für das Unternehmen gebaut. Ob von einem englischen oder ausländischen (z. B. holländischen) Schiffbauer ist nicht bekannt, da keine Bauunterlagen mehr existieren. Das Schiff hatte ein Ladevolumen von 100 Tonnen, war mit 18 Kanonen bestückt und hatte eine Besatzung von ca. 60 Mann. Das Schiff war mit Fock- und Vormarssegel, Groß- und Großmarssegel, Blinde (ein kleines Rahsegel) und Lateinerbesan getakelt (→ Liste der Segeltypen). Auf dem Schiff wurde auch eine komplette Feldschmiede mitgeführt. Während der Reise wurde die Pelican in Golden Hinde umbenannt. Der neue Name bezog sich auf das Wappen des finanziellen Teilhabers Christopher Hatton, auf dem eine goldene Hirschkuh abgebildet war.
Die Elisabeth wurde in Deptford gebaut, besaß ein Ladevolumen von 80 Tonnen, war mit 16 Kanonen bestückt und hatte eine Besatzungsstärke von ca. 50 Mann. Ihr Kapitän war John Winter. An Bord der Elisabeth und der Pelican wurden vorgefertigte Einzelteile für insgesamt vier Pinassen mitgeführt.
Die Swan war als „Dutch Flyboat“ (deutsch „Flieboot“) gebaut, konnte 50 Tonnen aufnehmen und war mit fünf Kanonen bestückt. Die holländischen Wassergeusen verwendeten diesen zweimastigen Küstenschiffstyp bei ihrem Kampf gegen die Spanier. Der Kapitän der 30 Mann starken Besatzung war John Chester. Die Swan war als schwimmendes Lager und Werkstatt gedacht.
Die Marygold war eine Bark, die hauptsächlich mit leichten, drehbaren Hinterlader-Kanonen bewaffnet war. Sie konnte 30 Tonnen aufnehmen, hatte insgesamt 16 Kanonen an Bord und verfügte über ca. 20 Mann Besatzung. Ihr Kapitän war John Thomas. Das Schiff war wahrscheinlich als schwimmende Batterie vorgesehen.
Die Benedict war eine Pinasse, die als Depeschenboot und zur Aufklärung dienen sollte. Sie hatte ein Ladevolumen von 15 Tonnen und eine Besatzung von ca. 10 Mann und war lediglich mit einer Kanone bewaffnet. Ihr Kapitän war Tom Moone.
Die mitgeführten Geschütze dürften ausschließlich aus kleinen Kalibern bestanden haben, mit Sechspfündern in den Unterdecks der großen Schiffe und Dreipfündern auf den Oberdecks. Die weitere Bewaffnung bestand wahrscheinlich aus kleinen ein- oder einhalbpfündigen Kanonen, die auf den Schanzkleidern in Gabeln montiert waren. Sie wurden mit Schrot geladen und gegen die Besatzungen feindlicher Schiffe eingesetzt. Darüber hinaus gab es Arkebusen, Stangenwaffen, Schwerter, Schilde und Enterbeile sowie eine große Anzahl verschiedener Spezialwaffen wie z. B. „Stinktöpfe“ (primitive Brandsätze), die später bei den spanischen Gefangenen große Verwunderung auslösen sollten.

### Die Besatzung
Insgesamt waren zur Zeit des Auslaufens im November 1577 164 Personen an Bord der fünf Schiffe. Darunter befanden sich neben den Seeleuten auch zusätzliche Spezialisten und Handwerker.
Francis Drake selbst nahm einen aus acht Personen bestehenden persönlichen Stab mit. Dazu gehörten sein Sekretär, der Vikar Francis Fletcher, ein Mundkoch, sein Vetter John als Knappe, vier Musiker (darunter der persönliche Trompeter von Christopher Hatton) und Diego. Diego war ein ehemaliger afrikanischer Sklave, der offiziell als „Diener“ mitfuhr. Er begleitete Francis Drake auf dessen Karibikfahrt 1572 und war für Drake ein Freund und wichtiger Verbündeter geworden. Mit an Bord war auch Hattons Privatsekretär Thomas Doughty, der möglicherweise als Kommandeur der an Bord befindlichen Arkebusiere vorgesehen war. Doughty wurde von seinem Halbbruder John und seinem Freund Leonard Vicary begleitet.

### Startschwierigkeiten
Die Flotte lief am 15. November 1577 um 17 Uhr aus dem Plymouth Sound aus und geriet kurz danach in einen schweren Sturm. Die Marygold hatte Grundberührung und wurde dabei beschädigt. Auf der Pelican sah sich die Besatzung gezwungen, den Großmast des Schiffes zu kappen. Die Schiffe retteten sich zunächst in den Hafen von Falmouth, um dann für die nötigen Reparaturen, die bis zum Dezember 1577 andauerten, nach Plymouth zurückzukehren. Dass der Großmast der Pelican über Bord geworfen werden musste, wies auf unzureichenden Ballast hin. Deshalb entließ Drake den für Proviant und den an Bord befindlichen Ballast verantwortlichen Kaufmann James Sydae.

## Der Verlauf der Reise

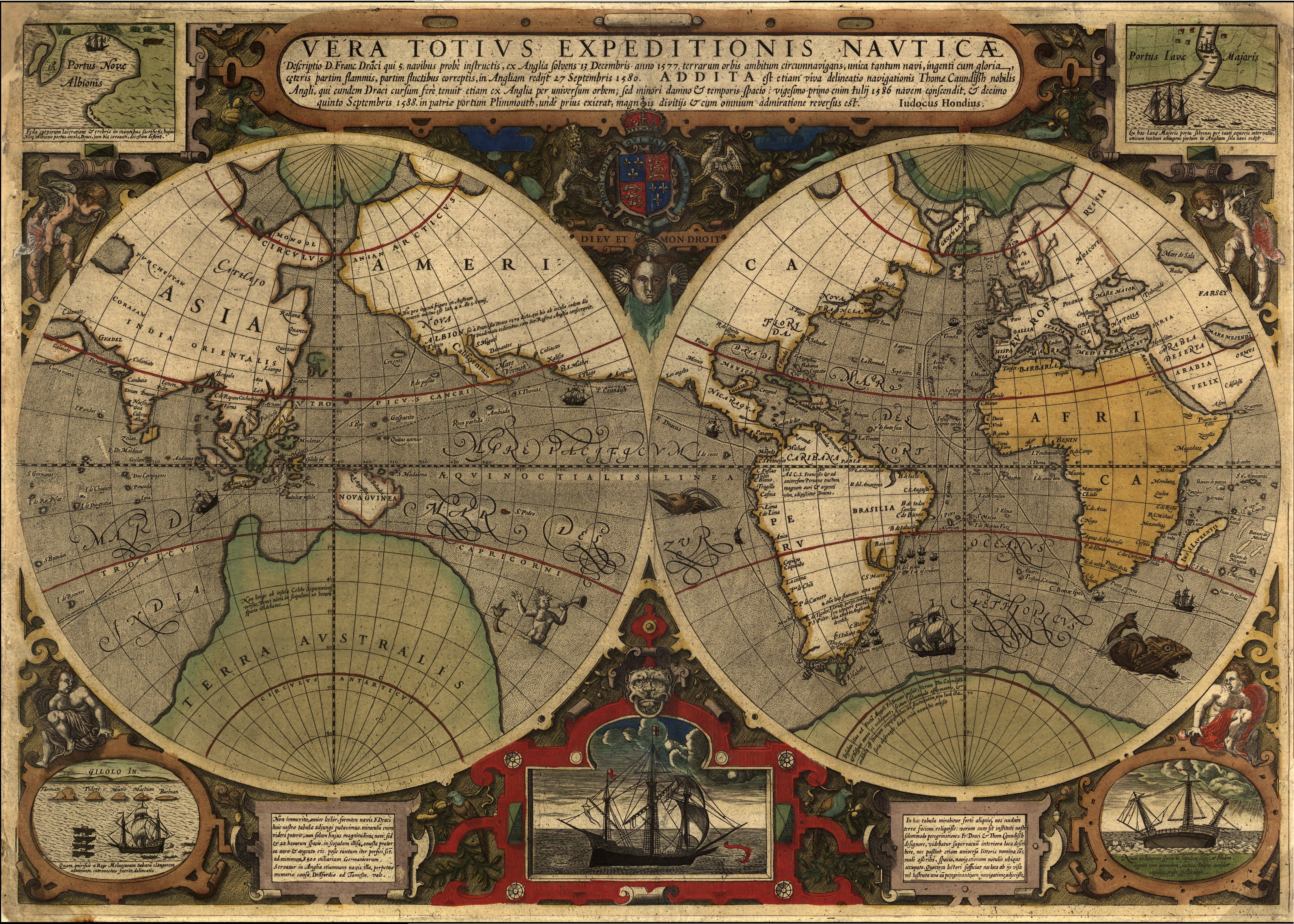
Vera Totius Expeditionis Nauticae, Jodocus Hondius 1595. Die zentrale Karte stellt die Route der Weltumseglung dar. Links oben ist die Landung an der Küste von Nova Albion stilisiert, links unten die Ankunft bei den Gewürzinseln. In der Mitte unten ist die Golden Hinde zu sehen.

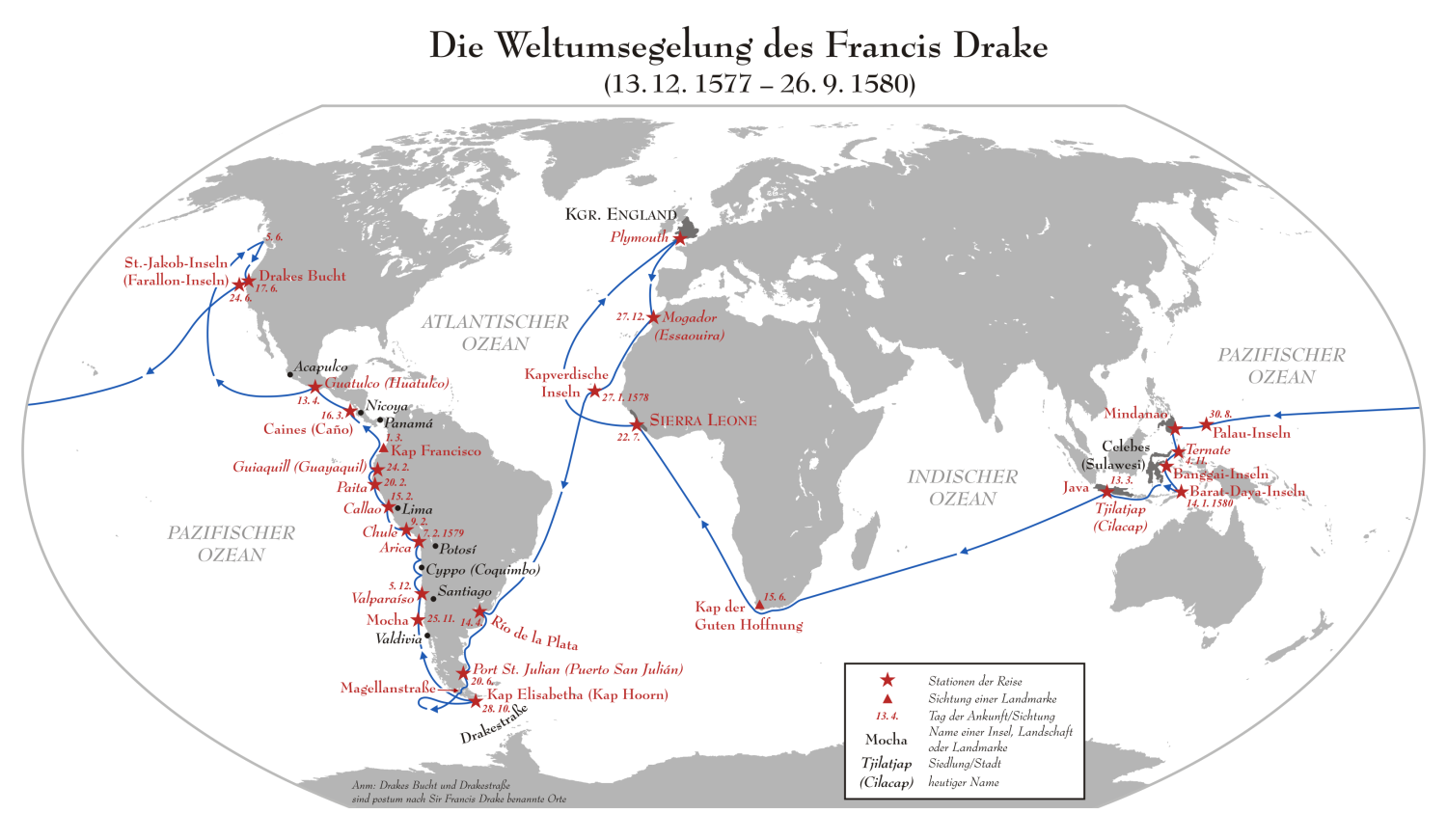
Die Route der Weltumsegelung nach aktuellem Forschungsstand

### Im Atlantik
Am 13. Dezember liefen die fünf Schiffe zum zweiten Mal aus und erreichten am 27. Dezember die Insel Mogador, die der heutigen Stadt Essaouira vorgelagert ist. Auf Mogador wurde eine der mitgeführten Pinassen zusammengebaut und auf den Namen Christopher getauft. Während des Aufenthalts wurde ein Seemann von der Pelican von Einheimischen entführt. Trotz intensiver Suche blieb er verschollen.
Danach lief Drake die Kapverdischen Inseln an, wo er die Vorräte ergänzen wollte. Auf der Fahrt dorthin wurden sechs spanische und portugiesische Fischerboote erbeutet, deren Besatzungen für die gekaperten Schiffe entschädigt wurden. Bei einer dieser Gelegenheiten überließ Drake der Besatzung eines portugiesischen Schiffes die Pinnasse Benedict und behielt dafür das portugiesische Schiff. Unmittelbar danach wurde die portugiesische Karavelle Santa Maria gekapert und das kurz vorher erbeutete Schiff der portugiesischen Mannschaft überlassen. Der an Bord der Santa Maria befindliche Navigator Nuno da Silva wurde von Drake gefangen genommen. Die Santa Maria wurde Drakes Frau zu Ehren in Mary umgetauft und Thomas Doughty zum Kapitän bestimmt.

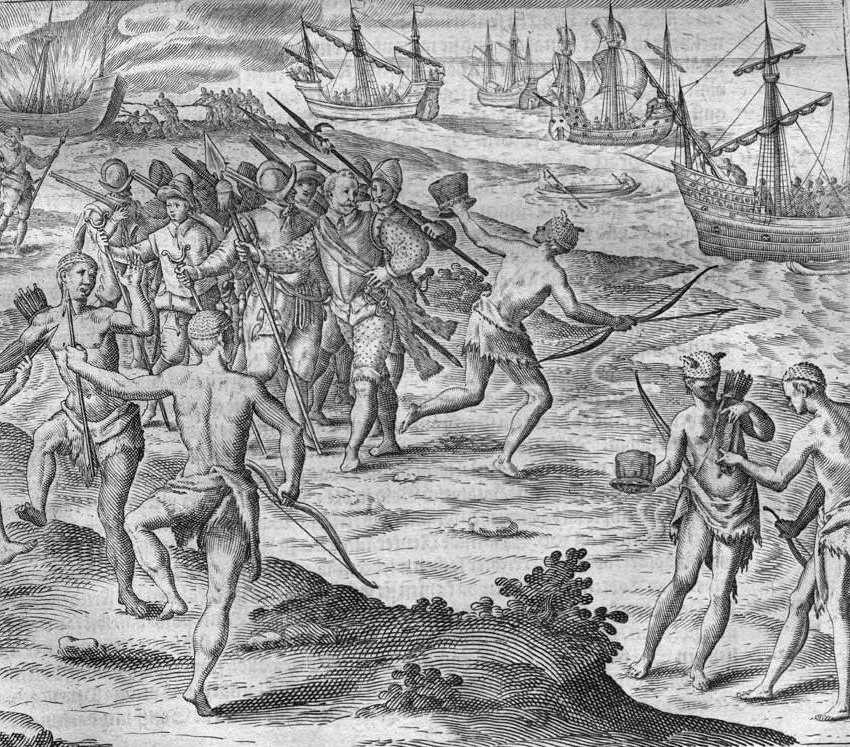
Francis Drake am Río de la Plata. Im Vordergrund stehlen Indianer Francis Drakes Hut. Im Hintergrund ist das Abwracken der Swan abgebildet. Von einem Mitglied der Familie Theodor de Brys hergestellter Kupferstich, basierend auf einer Vorlage aus dem 16. Jh. Das Bild selbst entstand nach einem Druck aus Johann Ludwig Gottfrieds Newe Welt vnd americanische Historien aus dem Jahr 1655.

Am 5. April 1578 erreichten Drakes Schiffe die Küste des heutigen Brasilien bei 31 Grad 30 Minuten südlicher Breite. Sie segelten an der Küste entlang, bis sie am 14. April in den Naturhafen im Mündungsgebiet des Río de la Plata einliefen. Dort entschied sich Drake, die Swan aufzugeben und sie abwracken zu lassen, um ihr Eisenzeug zurückzugewinnen. Hier traf man zum ersten Mal auf Indianer. Um das Vertrauen der Einheimischen zu erlangen, ließ Drake Geschenke verteilen. Sie wurden an Holzstöcken über die Bordwand gehängt, so dass die „Indios“ sie aus sicherer Entfernung entgegennehmen und auch eigene Geschenke überreichen konnten. Einer der Mitreisenden beschrieb die Ureinwohner als „zumeist nackt … sie hatten lange Haare und hatten ihre Körper rot, weiß und schwarz bemalt und gegen die Kälte eingeölt … ihr Erscheinungsbild war furchteinflößend, sie hatten sich kleine Knochen durch Nase und Ohrläppchen gesteckt, waren aber sehr freundlich“. Die Einheimischen hatten eine Vorliebe für Musik und zeigten Interesse für die Trommeln und Trompeten der Musiker. Sie führten zu Ehren ihrer Gäste Tänze auf, wobei der Kapitän der Elisabeth John Winter sich „zum großen Vergnügen seiner Leute“ an einem dieser Tänze beteiligte. Ein „Indio“ stahl Drakes Kopfbedeckung, eine Kappe aus Samt, die mit einem Goldband verziert war, und Drake amüsierte sich darüber. Der Seemann Edward Cliffe sagte dazu später: „(Drake) ließ es nicht zu, dass irgendjemand ihnen auch nur ein Haar krümmte“.
Am 3. Juni 1578 verließen die Schiffe den Río de la Plata und erreichten am 20. Juni Port St. Julian (spanisch Puerto San Julián). Drake ruderte in Begleitung von sechs Männern an Land, um nach Trinkwasser zu suchen. Dort fanden sie ein Überbleibsel der Reise des Ferdinand Magellan: einen Galgen, den Magellan für die Hinrichtung zweier Meuterer benutzt hatte. Auf dem Strand begegneten sie einigen Einheimischen, die zunächst freundlich waren und sich für den englischen Langbogen interessierten, den der Seemann Robert Winterhie bei sich trug. Als dieser den Bogen spannte, um ihn vorzuführen, riss die Bogensehne. Ein „Indio“ erschrak und schoss Winterhie aus zwei Metern Entfernung einen Pfeil durch den Leib. Oliver, der Meisterkanonier der Pelican, trug die einzige Muskete, das Pulver war jedoch nass, und der Indianer erschoss auch ihn. Daraufhin zog Drake die Überlebenden am Strand zusammen und befahl den Schildträgern, die anderen zu decken. Alle Pfeile, die erreicht werden konnten, wurden zerbrochen, um ein Wiederverwenden zu verhindern. Drake konnte die Muskete des toten Geschützmeisters erreichen, reinigen und neu laden und tötete den Indianer, der die beiden Engländer erschossen hatte. Daraufhin beendeten die restlichen Ureinwohner den Angriff und flüchteten.
In den nächsten Tagen wurde die Mary ebenfalls abgewrackt und verbrannt. Zu diesem Zeitpunkt hatten die verbliebenen drei Schiffe noch etwa 160 Personen an Bord.

### Die Affäre Thomas Doughty
Schon auf dem ersten Teil der Reise kam es zu Unmutsäußerungen der Besatzung. Einer der Seeleute an Bord der Elisabeth erklärte gegenüber dem Vizeadmiral der Flotte, John Winter: „Master Drake hat mich für eine Handelsreise nach Alexandria angeheuert. Wenn ich gewusst hätte, dass dies [er zeigte auf die Küste Marokkos] Alexandria ist, wäre ich lieber in England aufgehängt worden.“
Nachdem Thomas Doughty zum neuen Kapitän der gekaperten und umgetauften Mary ernannt worden war, kam es zu einem Streit zwischen Doughty und Drakes Bruder Thomas. Doughty beschuldigte Thomas des Diebstahls von Schmuckstücken aus dem Beutegut einer Prise. Francis Drake, der zu dem Schiff hinüber gerudert war, warf Doughty vor, er untergrabe absichtlich seine Autorität, indem er unbewiesene Behauptungen in den Raum stelle. Die Seeleute an Bord der Mary beschuldigten Doughty daraufhin, selbst unterschlagen zu haben. In der Tat wurden dann in seinem Besitz einige portugiesische Münzen, ein paar Handschuhe und ein Siegelring gefunden. Aus heutiger Sicht ist die Reaktion Drakes nicht mehr nachvollziehbar, denn er versetzte Doughty als neuen Kommandeur an Bord der Pelican.
Nachdem er an Bord des Flaggschiffes gelangt war, versuchte Doughty den Schiffer Thomas Cuttle auf seine Seite zu ziehen. Kurze Zeit später sandte Drake den Trompeter John Brewer an Bord der Pelican. Es kam zu einem wüsten Streit zwischen Doughty und Brewer, der in einer offenen Prügelei endete. Daraufhin ließ Drake Doughty und dessen Halbbruder John auf der Swan festsetzen. Doughty begann dann dort, die Offiziere sowie die an Bord befindlichen Gentlemen (die Mitglieder der Oberstände bzw. Landadelige) aufzustacheln. Das Resultat war, dass der Schiffer der Swan, Gregory, seine Sachen zusammenpackte und in die Besatzungsquartiere umzog. Drake legte Wert darauf, dass auf seinen Schiffen keine Standesunterschiede bestanden. Er verlangte von jedem, ohne Ausnahme, dass er sich an den alltäglichen Arbeiten beteilige. Das hatte durchaus praktische Gründe. Bei Magellans Weltumsegelung waren am Ende kaum noch genügend ausgebildete Seeleute übrig, um das Schiff zu segeln. Gregory benutzte seine Autorität als Schiffer, um die Offiziersverpflegung in die Besatzungsquartiere umzuleiten. Doughty beschwerte sich darüber beim Kommandeur der Swan, John Chester. Der zuckte mit den Schultern und verwies Doughty darauf, dass er mit Gregory reden müsse. Als Doughty dies tat, erklärte Gregory ihm, dass er noch von Glück reden könne: „Wenn ich darüber zu bestimmen hätte, könnten die Gentlemen die Ruderbänke des Beibootes kauen“. Es kam wiederum zu einer Prügelei. Drake ging an Bord der Swan, um festzustellen, was vorging. Es gab eine weitere Prügelei, diesmal zwischen Doughty und Drake selbst. Drake schleifte ihn zum Großmast des Schiffes und band Doughty an den Mast.
Nach der Ankunft in Port St. Julian begann das Gerichtsverfahren gegen Doughty, dem Hochverrat vorgeworfen wurde. Das Verfahren selbst muss als eine Farce bezeichnet werden, denn das Urteil stand schon fest, bevor das „Gericht“ überhaupt zusammengetreten war. Drake versuchte dabei immer wieder von dem Kaperbrief abzulenken, den er angeblich besaß. Ohne einen solchen war das Verfahren praktisch ungültig, da Drake nicht für sich in Anspruch nehmen konnte, als Stellvertreter der Königin zu agieren. Von den Anwesenden wurde Drake aufgefordert, den Kaperbrief vorzulegen. Daraufhin wühlte er in seinen Papieren, um dann zu erklären: „Nun habe ich doch tatsächlich genau das in meiner Kabine vergessen, was ich ganz besonders mitbringen wollte.“ Er lenkte dann ab, indem er Papiere vorzeigte, die Ungereimtheiten in Doughtys Aussage nachwiesen. Das Urteil erfolgte schließlich aufgrund von zum Teil fragwürdigen Zeugenaussagen, wobei die Aussagen des Schiffszimmermannes der Pelican, Ned Bright, später von Drakes Sekretär Francis Fletcher als „Falsches Zeugnis“ kritisiert wurden. Am 1. Juli 1578 erfolgte der Urteilsspruch, und Doughty wählte den Tod durch Enthauptung. Drake und Doughty nahmen sein letztes Abendbrot gemeinsam ein. Das Urteil wurde am nächsten Tag vollstreckt, nachdem Doughty sich bei den Anwesenden für sein Fehlverhalten entschuldigt hatte. Er umarmte Drake und nannte ihn seinen „guten Captain“. Er wurde auf einer der Küste vorgelagerten kleinen Insel neben Robert Winterhie und Oliver, die bei dem Angriff durch Einheimische ums Leben gekommen waren, beerdigt.
Am 11. Juli hielt Drake eine Ansprache an die versammelten Besatzungen seiner Schiffe:
„Meine Herren, ich bin kein guter Redner, denn meine Erziehung lag nicht im Lernen. Doch das, was ich zu sagen habe, soll sich ein jeder gut merken und es niederschreiben. Denn für alles, was ich zu sagen habe, werde ich in England geradestehen, sogar ihrer Majestät gegenüber! Nun ist es so, meine Herren, dass wir uns weit von unserem Lande und unseren Freunden befinden. Auf allen Seiten sind wir von unseren Feinden umgeben, aus welchem Grunde wir uns nicht erlauben können, einen der Unseren als gering einzuschätzen, denn wir können ihn nicht ersetzen, und wenn wir tausend Pfund für ihn bieten würden. Daher müssen wir diese Meutereien und Zwistigkeiten ansprechen, die sich unter uns verbreitet haben. Denn, beim Leben Gottes, es raubt mir die Sinne, wenn ich nur daran denke. Hier gibt es eine derartige Kontroverse zwischen den Seeleuten und den Gentlemen und ein derartiges Gehabe zwischen den Gentlemen und den Seeleuten, dass es mich schon verrückt macht, wenn ich nur davon höre.
Jedoch, meine Herren, ich muss dies beendet wissen. Lasst uns zeigen, dass wir einer einzigen (Reise-)Gesellschaft angehören, und lasst uns unseren Feinden keinen Grund geben, sich über unseren Verfall und unsere Niederlage zu freuen. Ich werde denjenigen erkennen, der sich weigert, ein Tauende anzurühren, aber ich weiß, dass es derartige hier nicht gibt. Und da die Gentlemen sehr wichtig sind für das Regieren, so habe ich sie an Bord genommen, für diesen Zweck und auch aus weiteren Gründen. Und obwohl ich weiß, dass Seeleute zu den eifersüchtigsten Menschen der Welt zählen, und sie ohne Regierung so ungehobelt sind, so komme ich dennoch nicht ohne sie aus. Falls also irgendjemand zurückkehren möchte, so soll er es sagen. Hier ist die Marygold, ein Schiff, auf das ich verzichten kann. Ich gebe sie jenen, die zurückkehren wollen, und gebe ihnen, was auch immer ich an Ansehen geben kann – entweder schriftlich oder auf andere Art und Weise. Jedoch täten sie gut daran auch wirklich nach Hause zu segeln. Denn wenn sie mir noch einmal begegnen, so werde ich sie mit Sicherheit versenken.
Und nun, meine Herren, sehen wir uns an, was wir getan haben: Wir haben drei mächtige Herrscher bei den Ohren zusammengezerrt. Als da wären zunächst ihre Majestät, und sodann die Könige von Portugal und Spanien. Und falls unsere Reise nicht von Erfolg gekrönt sei, so werden wir nicht nur zum Spottobjekt für unsere Feinde werden, sondern auch unserem Lande unendliche Schande zufügen. Was für ein Triumph es für Spanien und Portugal wäre, und ein derartiges Unterfangen würde nie wieder versucht werden!“

### An der Südspitze Südamerikas

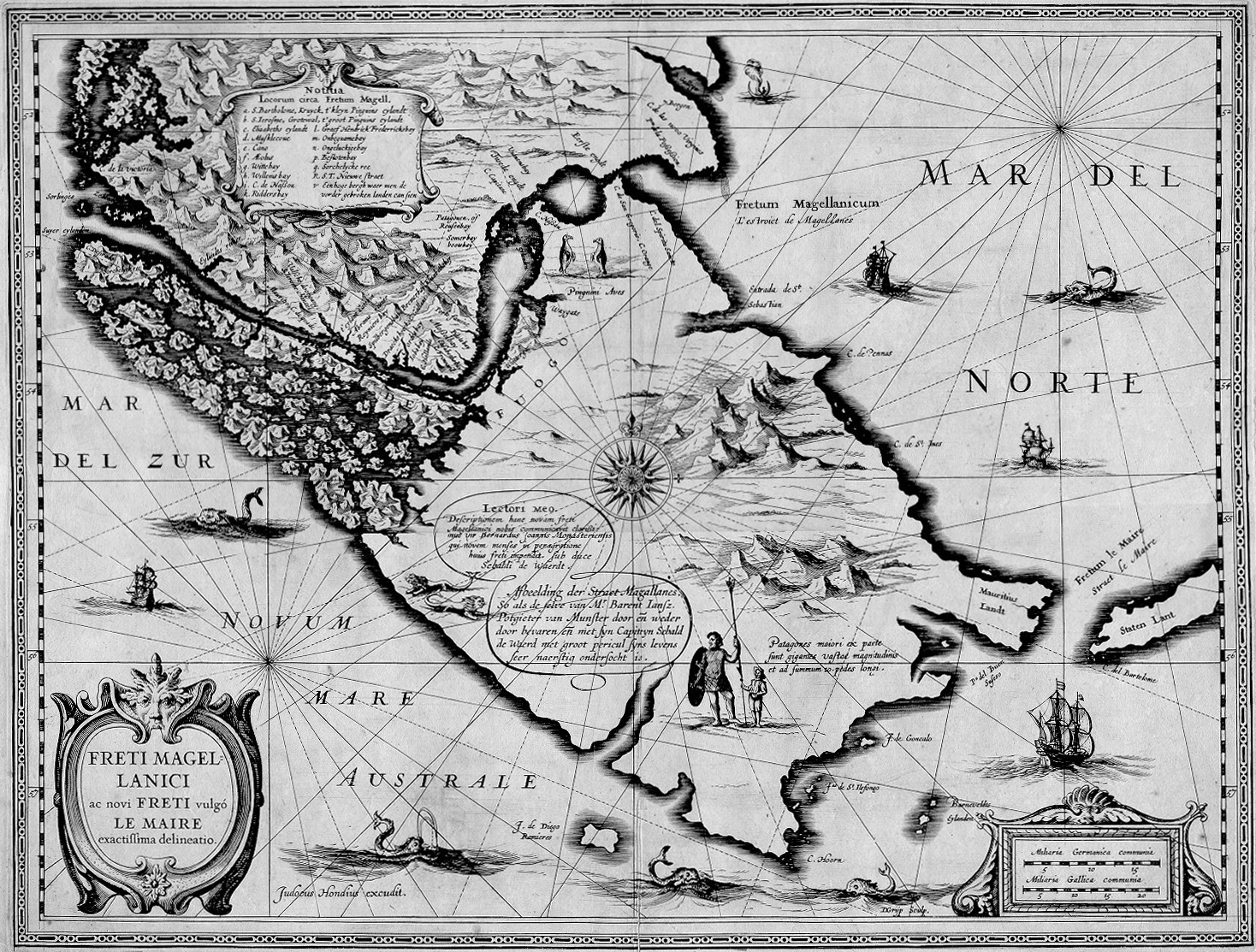
Die Magellanstraße auf einer Karte des Jodocus Hondius, nach 1600

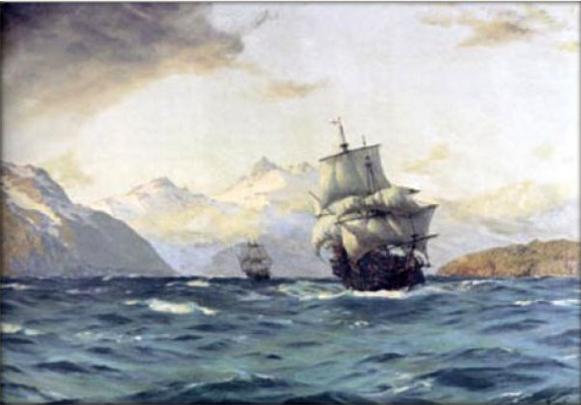
Francis Drakes Passage durch die Magellanstraße, Thomas Somerscales, 1914

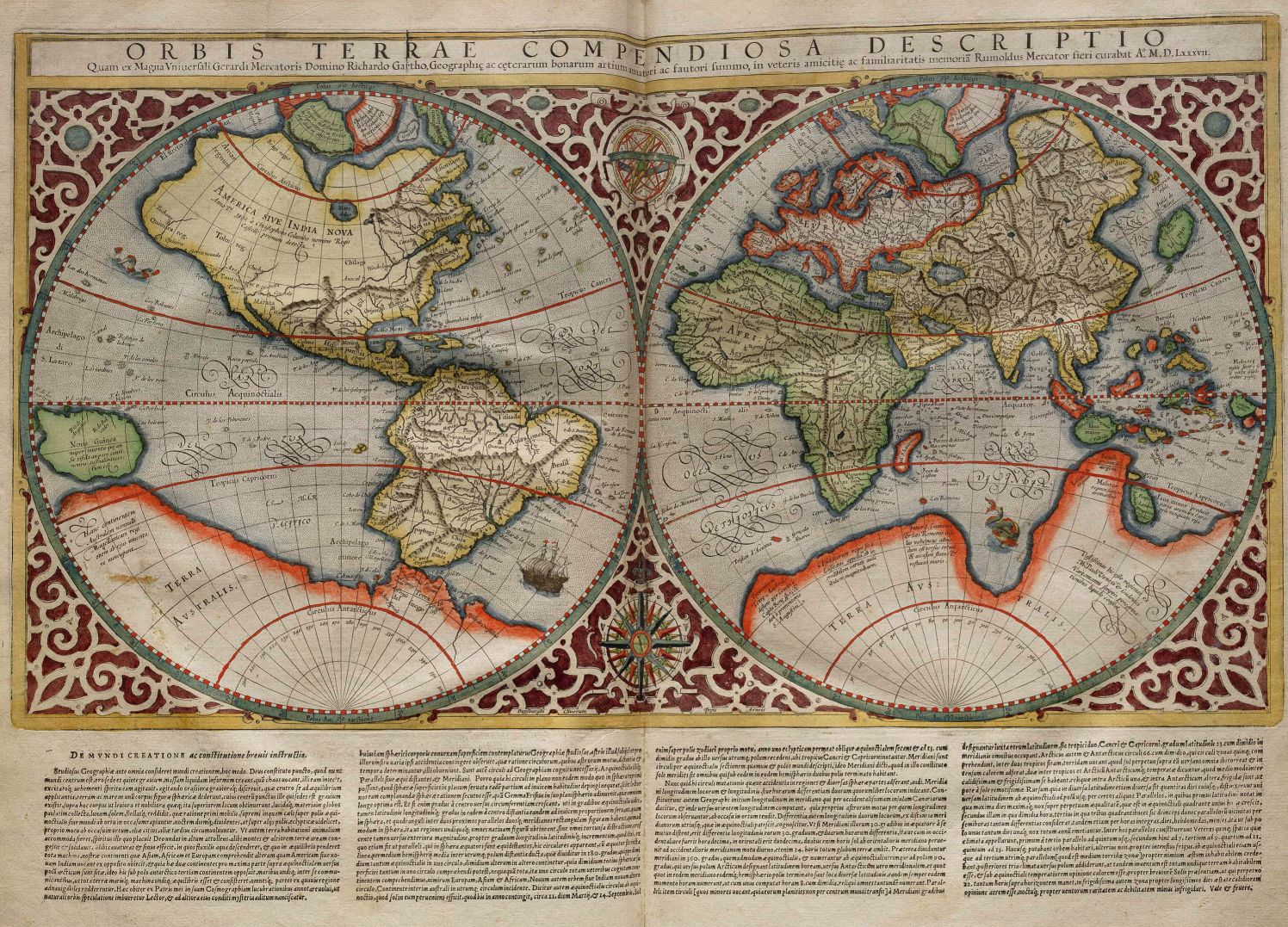
Weltkarte des Rumold Mercator von 1587 mit dem Südkontinent „Terra Australis“

Am 17. August 1578 verließen die Pelican und die Elisabeth ihre Ankerplätze in Richtung Magellanstraße und passierten am 20. August das Kap der Jungfrauen. Drake ließ dort eine Zeremonie durchführen, bei der die Schiffe Salut feuerten und die Königin geehrt wurde. Bei dieser Gelegenheit wurde die Pelican zur Golden Hinde umgetauft. Der neue Name bezog sich auf das Wappen Christopher Hattons, auf dem eine goldene Hirschkuh dargestellt war.
Zwei Tage später erreichten die Schiffe die Einfahrt der Magellanstraße. Drake ankerte in der Nähe von drei kleinen Inseln, die er St. George, St. Bartholomäus und nach der Königin benannte. Weder die Engländer noch der gefangengenommene portugiesische Navigator Nuno da Silva waren jemals so weit nach Süden vorgedrungen. Der Pazifik wurde nach nur 14-tägiger Fahrt, am 6. September 1578, erreicht. Den Kapitänen der Schiffe wurde mitgeteilt, sie sollten, falls sie von der Flotte getrennt würden, in der Gegend 30 Grad südlicher Breite nach Drake suchen. Nachdem sie die Straße hinter sich gelassen hatten, drehten die Schiffe nach Nordwesten und folgten damit den an Bord vorhandenen Karten in der Annahme, die südamerikanische Küste läge in dieser Richtung. Etwa zwei Tage später stellte sich heraus, dass die Karten nicht stimmten. Drake bewies kurz darauf, dass sich die chilenische Küste nicht nordwestlich, sondern nördlich der Magellanstraße befand. Dies war Drakes erste geographische Entdeckung.
Nach weiteren rund 70 Seemeilen gerieten die Schiffe in einen schweren Sturm, der 50 Tage anhielt. Gegen Ende September ging die Marygold mit 29 Mann Besatzung unter. An Bord war auch der Schiffszimmermann Ned Bright, der gegen Thomas Doughty ausgesagt hatte. Bright war gegen Thomas Moone, der anfänglich als Kommandeur der Pinasse Benedict eingesetzt war, ausgetauscht worden. Drakes Sekretär Francis Pretty erklärte, dass der Untergang der Marygold Gottes Strafe für Ned Bright war, der falsches Zeugnis wider seinen Nächsten abgelegt habe.
Gegen Ende Oktober wurde die Elisabeth von der Golden Hinde getrennt. Die Elisabeth drehte daraufhin ab und segelte nach Hause. Acht Monate später, im Juni 1579, erreichte sie Plymouth und brachte erste Nachrichten über Drakes Schicksal nach England.
Drake besaß auf der Reise eine Kopie der Weltkarte von Gerhard Mercator. Auf dieser Karte ist der von Claudius Ptolemäus bereits im 2. Jahrhundert postulierte Südkontinent Terra Australis eingezeichnet. Drake wies nun nach, dass die Magellanstraße kein Kanal zwischen zwei Kontinenten war. Südlich der Straße lag keine Terra Australis, sondern eine gebrochene Linie von Inseln, hinter denen sich die offene See erstreckte. Bei der Erkundung wurde eine Insel entdeckt, die, nach unterschiedlichen Angaben der Reiseteilnehmer, entweder 55, 56 oder 57 Grad Süd gelegen haben soll. Man geht inzwischen davon aus, dass es sich um das heutige Kap Hoorn handelte. Drake nannte das Kap „Elisabetha“ und nahm es für die Königin in Besitz. Der Vikar Fletcher errichtete einen Gedenkstein mit dem Namen der Königin und dem Ankunftsdatum und Drake legte sich am südlichsten Punkt der Insel nieder und erklärte, dass kein Europäer jemals so weit südlich gewesen sei.
Am 28. Oktober 1578, nach 50 Tagen, endete der Sturm. Zu diesem Zeitpunkt litten viele Männer an Bord der Golden Hinde an Skorbut. Die Betroffenen erholten sich jedoch in den nächsten Wochen wieder.

### Vor der Westküste Südamerikas
Am 25. November ankerte das Schiff an der Küste der Chile vorgelagerten Insel Mocha. Drake ruderte in Begleitung von zwölf Männern an Land und wurde dort von einer Gruppe Ureinwohnern begrüßt, die die Engländer zunächst freundlich empfingen. Bei ihnen handelte es sich um Araukaner, die Ureinwohner Chiles, die bereits den spanischen Konquistadoren in ihrem angestammten Siedlungsgebiet heftigen Widerstand geleistet hatten. Am folgenden Tag kehrte Drake mit zehn Mann zur Insel zurück. Die Seeleute Tom Brewer und Tom Flood wurden beauftragt, Trinkwasser zu holen. Kurz darauf wurde das Boot von den Einheimischen mit Pfeilen und Speeren angegriffen, wobei alle Insassen des Bootes verwundet wurden. Drake erlitt selbst zwei Kopfverletzungen, unter anderem traf ihn ein Pfeil im Gesicht unterhalb des rechten Auges. Unter großen Schwierigkeiten legte die Besatzung wieder ab und erreichte schließlich das Schiff, hatte aber Brewer und Flood zurücklassen müssen. Drake ließ das Boot mit Soldaten besetzen, um nach den beiden vermissten Seeleuten zu suchen, die jedoch bereits tot waren. Die Offiziere an Bord der Golden Hinde bestürmten Drake, er möge den Befehl zum Abfeuern der Schiffsgeschütze geben. Er lehnte dies jedoch mit den Begründungen ab, dass die „Indios“ „uns wahrscheinlich für Spanier gehalten haben“, dass eine derartige Handlungsweise die beiden toten Seeleute nicht wieder zum Leben erwecken würde und dass die Indianer „schon genug durch die Hände von Europäern gelitten hätten“.
Am 5. Dezember 1578 erreichte die Golden Hinde den Hafen von Valparaíso, der für die Versorgung Santiago de Chiles diente. Ein Boot wurde ausgesetzt, und man ruderte zu einem im Hafen liegenden spanischen Schiff. Die Spanier erwarteten die Ankunft einiger Würdenträger und verwechselten diese mit Drakes Männern. Die Besatzung des spanischen Schiffes war an Deck angetreten und begrüßte Drakes Männer mit einem Trommelwirbel. Die Engländer kletterten an Bord, und der Zimmermann Tom Moone schlug einen Spanier mit den Worten „Abajo, Perro!“ („Nieder mit Dir, Du Hund!“) nieder. Die restlichen Spanier wurden in das Unterdeck des Schiffes getrieben und eingesperrt, einem von ihnen gelang jedoch die Flucht. Er schwamm an Land und alarmierte die Einwohner. Drake schickte zwei Boote mit bewaffneten Männern hinterher, die allerdings auf keinerlei Widerstand stießen, da die Einwohner geflohen waren. Die Engländer plünderten den Hafen und erbeuteten dabei Mehl, Wein und vier Kisten mit etwa 25.000 Pesos in Gold. Aus einer kleinen Kirche wurden einige Silbergeräte gestohlen, darüber hinaus wurde ein spanischer Navigator gefangen genommen. Das im Hafen liegende Schiff wurde als Prise übernommen. Am Morgen des nächsten Tages segelte Drake weiter.
Kurz danach wurde eine der Pinassen zusammengebaut, die sich an Bord der Golden Hinde befanden. Sie sollte bei der Suche nach den vermissten Schiffen und beim Herausschleppen erbeuteter Schiffe aus spanischen Häfen helfen. Dann wurden an Bord der Golden Hinde Reparaturen durchgeführt und die schwere Artillerie des Schiffes im Unterdeck aufgestellt.
In der Zwischenzeit hatte Rodrigo de Quiroga, der Gouverneur von Chile, ein Schiff mit etwa 100 Soldaten zur Verfolgung Drakes ausrüsten lassen und ein Boot nach Callao geschickt, um die dortigen Behörden zu warnen. Drake suchte noch eine Woche lang um die Insel Tongoy herum nach den vermissten Schiffen und hoffte auf ein Rendezvous 30 Grad südlich. Am 19. Dezember 1578 ankerte er in einer Bucht südlich von Cyppo, dem heutigen Coquimbo. Zwölf Mann wurden zur Wassersuche an Land geschickt. Dabei wurden sie von spanischen Soldaten und Kavallerie angegriffen, die durch indianische Hilfstruppen unterstützt wurden. Die Engländer suchten hinter einem Felsbrocken Schutz, aber der Seemann Robert Minivy wurde von den Spaniern erschossen. Seine Leiche wurde von den Indianern geborgen, die Spanier enthaupteten den Toten und schnitten anschließend sein Herz heraus. Drake segelte nach Norden an Cyppo vorbei und lief in die Bucht von Salada ein. Die Golden Hinde wurde erneut überholt und eine weitere Pinasse zusammengebaut. Sie war groß genug für 40 Mann und konnte eine kleine Kanone im Bug tragen. Die weitere Suche nach den anderen Schiffen erwies sich jedoch als erfolglos.
Einen Monat später verließ Drake die Bucht und lief am 7. Februar 1579 in den Hafen von Arica ein. Dies war eine kleine Ortschaft mit etwa 100 Häusern, die eine Zwischenstation für den Transport des Silbers aus Potosí war. Drake wurde jedoch enttäuscht. Zwei Schiffe wurden erbeutet, von denen das eine Handelswaren und Wein an Bord hatte, das andere 37 Silberbarren und eine Kassette mit Silbermünzen. Eine der Prisen und deren Navigator wurden mitgenommen, die andere verbrannte, was möglicherweise auf einen Unfall zurückzuführen ist. Das nächste Ziel war der kleine Hafen von Chule. Da Drakes Ankunft bereits erwartet wurde, bestand die einzige Beute aus einem kleinen Schiff, das lediglich Trinkwasser an Bord hatte. Ursprünglich war es mit Gold beladen, das man jedoch in aller Eile an Land gebracht hatte und von spanischen Soldaten und Indianern bewachen ließ. Vom Strand aus beschimpften die Einwohner Drake und seine Besatzung als Diebe und Piraten und verhöhnten sie, weil sie zu spät gekommen waren.
Während der nächsten Tage entließ Drake die beiden Prisen-Schiffe und ließ seine Gefangenen, mit Ausnahme der Navigatoren, frei. Danach wandte er sich erneut in Richtung Callao. Auf der Fahrt dorthin wurden weitere Prisen gemacht. Einer der spanischen Kapitäne berichtete Drake von einem Schiff mit äußerst reicher Ladung, das Callao kurz zuvor Richtung Panamá verlassen hätte. Es handelte sich um die Nuestra Señora de la Concepción (Unsere [liebe] Frau der [unbefleckten] Empfängnis), die aufgrund ihrer starken Bewaffnung, allerdings recht respektlos, in Cacafuego (Feuerscheißer oder Feuerspucker) umgetauft worden war. Drake erfuhr, dass die Cacafuego unterwegs mehrere Häfen anlaufen werde. Er hielt es für möglich, das Schiff einzuholen.
Am 15. Februar stahl Drake sich zwischen der Insel San Lorenzo und der Küste in den Hafen von Callao, das als Hafen des 10 Kilometer landeinwärts liegenden Lima fungierte. Der Hafen war voller Schiffe (die niedrigste Schätzung lag bei neun Schiffen, die höchste bei 30). Obwohl die Verteidigungsanlagen des Hafens aufgrund der Warnung aus Valparaíso ausgebaut worden waren, sandte Drake eine der Pinassen und ein kleines Boot aus und ließ ein Schiff nach dem anderen durchsuchen. Dabei wurde jedoch wenig erreicht. Die Schiffe hatten nichts Wertvolles an Bord. Eines der Schiffe gehörte dem Kaufmann Miguel Ángel. Die Silberladung befand sich jedoch noch in einem Lagerhaus an Land und bestand aus 200.000 Pesos. Drake ließ die Ankertaue der Schiffe kappen und auf den beiden größten Schiffen die Masten absägen. Die Beute bestand nur aus Leinenstoff und einer Lederkassette, die einige Reals in Silber enthielt. In der Zwischenzeit lief ein weiteres spanisches Schiff, die San Cristóbal, in den Hafen ein und ging vor Anker. Dort wartete sie auf das spanische Zollboot, nicht ahnend, dass sich ein englisches Schiff im Hafen versteckte. Die Zollbeamten wiederum verwechselten die San Cristóbal im Dunkeln und gingen stattdessen an der Golden Hinde längsseits. Ein Seemann der Besatzung erklärte den Zollbeamten in fließendem Spanisch, dass es sich um Miguel Angels Schiff aus Chile handele, und die Zollbeamten begannen an Bord zu klettern. Dabei fielen einem von ihnen jedoch die Geschütze im Unterdeck des Schiffes auf. Jedoch trug keines der spanischen Schiffe im Pazifik Artillerie, da normalerweise keinerlei Bedrohung zu erwarten war, die dies notwendig gemacht hätte. Der Zollbeamte sprang zurück in das Boot, dessen Besatzung nun verzweifelt versuchte, in Richtung Küste zu rudern, um die Behörden zu warnen. Eins von Francis Drakes Booten konnte sie jedoch abfangen. Dabei wurde ein englischer Seemann von einem spanischen Musketier erschossen. Währenddessen wurde die Flucht des Zollbootes an Bord der San Cristóbal bemerkt und so floh die Besatzung, als die Golden Hinde längsseits ging.
Der spanische Vizekönig von Peru Don Francisco de Toledo wurde vom englischen Angriff am frühen Morgen informiert und ließ die Miliz, etwa 200 Mann zu Fuß und zu Pferd, ausrücken. General Diego de Frías Trejo brachte diese Truppen nach Callao und entdeckte Drake vor der Küste, der gerade mit der Plünderung der San Cristóbal beschäftigt war. Zwei Schiffe, die Nuestra Señora de la Valle unter Frias Trejo und die Nao de Muriles unter Pedro de Arana, wurden aufgetrieben und mit etwa 300 Mann besetzt. Keines von ihnen hatte Artillerie an Bord, und es gab nur wenige Feuerwaffen. Drake entließ die San Cristóbal mit allen derzeitigen Gefangenen (mit Ausnahme von Nuno da Silva) und segelte in Richtung Norden davon. Die Spanier drehten ab. Der Vizekönig war äußerst zornig über das Fiasko und gab seinem General Frias Trejo die Schuld. Er ließ ein Schiff mit 100 Soldaten ausrüsten und gab Pedro Sarmiento de Gamboa den Auftrag, Drake notfalls bis auf die Höhe Nicaraguas zu verfolgen. Gamboa drehte jedoch schon auf Höhe von Panama ab und segelte nach Hause.
Drake war weiterhin auf der Suche nach der Cacafuego. Vom Kapitän einer Prise erfuhr er, dass sie drei Tage entfernt wäre. Als man Paita erreichte, war die Distanz auf zwei Tage geschrumpft. In Paita wurden am 20. Februar 1579 zwei Schiffe erbeutet. Eines davon gehörte dem Kaufmann Benito Díaz de Bravo. Es fanden sich 80 Pfund Gold, etwas Silber, Lebensmittel und Schiffsausrüstung. Díaz Bravo schätzte seine Verluste später auf etwa 18.000 Pesos in Gold und Silber sowie 4.000 Pesos in Handelswaren. Drake ließ das Schiff auf seine Segelfähigkeiten testen, und überlegte, ob er es als Prise behalten sollte. Díaz Bravo erklärte ihm daraufhin, dass sein Schiff seine einzige Lebensgrundlage sei. Er sagte später: „Er … nahm mich bei der Hand und führte mich zum Vorschiff, wo er mir erklärte, dass er mir das Schiff lassen werde und mir noch ein Ankertau aus seinem eigenen Lande schenken würde, und er sagte, dass, selbst wenn er sie (das Schiff) nehmen sollte, so würde er mich dafür mit einem Goldstück aus Valdivia bezahlen.“ Die Seeleute der Golden Hinde kehrten in einer üblen Laune an Bord zurück und behaupteten, dass Díaz Bravos Schreiber, Francisco Jacome, über den tatsächlichen Wert der Ladung lüge. An Bord von Díaz Bravos Schiff hatten sich einige schwarze Sklaven befunden, die Drake befreien ließ. Einer von ihnen behauptete, dass Jacome Silber und Gold an Bord versteckt habe. Die Engländer kehrten an Bord des spanischen Schiffes zurück, schleppten Jacome zum Großmast, legten eine Schlinge um seinen Hals und zogen ihn an einer Rahnock nach oben, um ihn so zum Sprechen zu bringen. Als dies keine Wirkung hatte, ließen sie den Mann ins Wasser fallen, wo er vom Beiboot der Golden Hinde aufgefischt wurde.
Drake nahm gelegentlich schwarze Sklaven, die sich an Bord der spanischen Prisen befanden, mit an Bord. Er bot ihnen an, als Seeleute zum gleichen Lohn wie die Engländer zu arbeiten. Wahrscheinlich hatte er vor, sie später in Panamá bei den Cimarrónes zurückzulassen.
Den Hafen von Guiaquill (dem heutigen Guayaquil) erreichte das Boot am 24. Februar, einen Tag später wurde der Äquator überquert.

### Die Kaperung derCacafuego

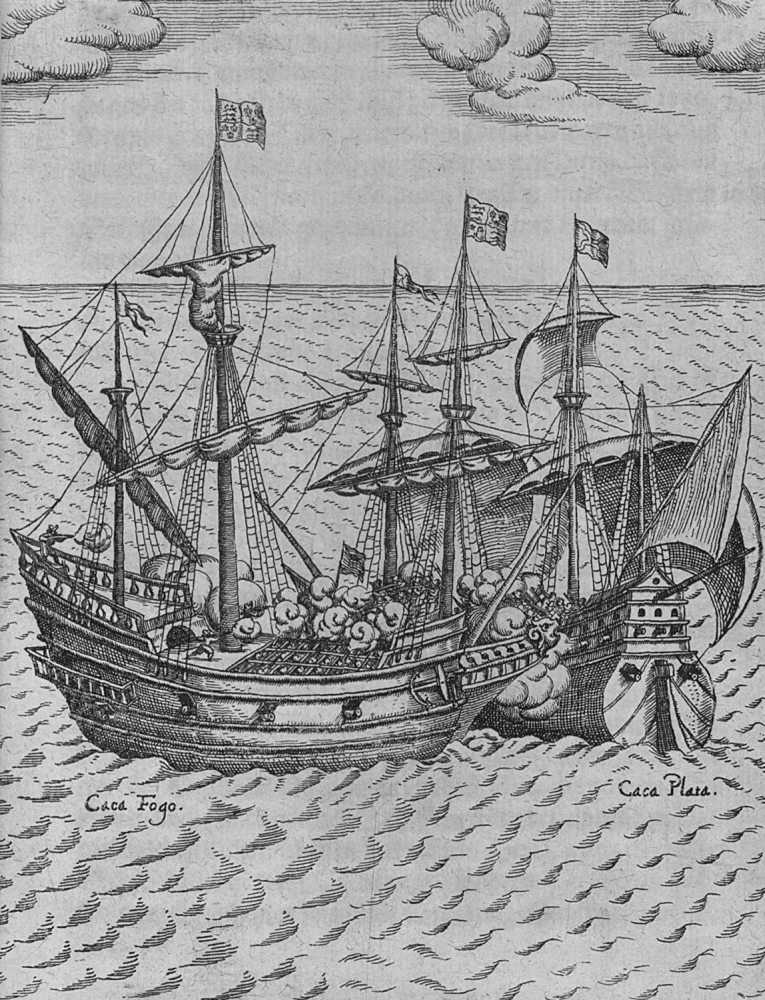
Die Kaperung der Cacafuego. Anders als in diesem Kupferstich von Levinus Hulsius dargestellt, fand laut Aufzeichnungen der mitreisenden Engländer kein Kanonenkampf zwischen beiden Schiffen statt.

Drake folgte nun wieder der Cacafuego und setzte dem Ausguckposten als Preis für die Sichtung eine goldene Kette aus. Am Nachmittag des 1. März 1579 vor dem Kap von San Francisco (südwestlich des heutigen Tumaco (Kolumbien)), ungefähr vier Seemeilen seewärts, war es der siebzehnjährige John Drake, der das Schiff entdeckte und den Preis gewann. Die Cacafuego hatte etwa 120 Tonnen und unterstand San Juan de Anton. Er war von Peru aus losgesegelt, ohne über Drake unterrichtet worden zu sein. Anton und seine Offiziere waren daher nicht besorgt, als sie ein fremdes Schiff auf dem gleichen Kurs entdeckten.
Drake ließ einige Krüge mit Wasser füllen und als Treibanker ausbringen, um die Distanz zum spanischen Schiff nicht zu schnell zu verringern und die Schoten der Golden Hinde unbemerkt auslassen zu können. Neun Stunden später, in der Nacht, war man bis auf Rufweite herangekommen. Die englische Pinasse hatte sich hinter der Golden Hinde verborgen gehalten und lief nun nach Backbord neben das spanische Schiff, während die Golden Hinde selbst hinter dessen Heck nach Steuerbord lief und ebenfalls längsseits ging. Die Cacafuego wurde angerufen: „English ship – strike sail!“ („Englisches Schiff – streicht die Segel!“), damit Anton sich kampflos ergab. Er weigerte sich jedoch. Drake ließ daraufhin mit einer kurzen Salve von drei Kanonenschüssen den Besanmast der Cacafuego zum Einsturz bringen. Gleichzeitig wurde von der Pinasse eine Arkebusensalve abgegeben, von der ein Soldat an Bord des spanischen Schiffes verletzt wurde. Anton ergab sich daraufhin, und die Engländer enterten das Schiff.
Der spanische Kapitän wurde an Bord der Golden Hinde gebracht, wo er Drake beim Ablegen seiner Rüstung antraf. Drake umarmte ihn und begrüßte ihn mit den Worten „Habt Geduld. Dies ist der Brauch des Krieges“. Drake blieb eine Woche lang bei der Prise und sprach während dieser Zeit oft mit Anton. Dabei kam das Schicksal von John Oxenham zur Sprache. John Oxenham war an Drakes Überfall auf eine spanische Karawane vor Panamá 1573 beteiligt gewesen und hatte 1576 den Isthmus von Panamá mit einer kleinen Mannschaft und der Hilfe von Cimarrónes überquert. Die mitgeführten Bauteile für eine 45-Tonnen-Pinasse wurden zusammengesetzt und anschließend spanische Städte und Schiffe im Pazifik angegriffen. Später wurde Oxenham von den Spaniern gefangen genommen. Drake reagierte zornig über die Gefangennahme und bat Anton, dem spanischen Vizekönig mitzuteilen, dass, falls John Oxenham etwas zustoßen sollte, dies das Leben von 2000 Spaniern kosten würde. Anton beschwichtigte ihn und meinte, dass Oxenham und seine Leute wohl lediglich zum Kriegsdienst gezwungen werden würden. Drake gab sich damit zufrieden. Sein Einsatz blieb jedoch ohne Wirkung. Oxenham wurde 1580 durch die spanische Inquisition verurteilt und hingerichtet.
In der Zwischenzeit wurde die Ladung der Cacafuego auf die Golden Hinde gebracht. Sie bestand aus 13 oder 14 Kisten mit Silbermünzen, 80 Pfund Gold und 26 Tonnen Silberbarren. Das entsprach 360.000 Pesos, von denen 106.500 Pesos König Philipp II. und der Rest Privatleuten gehörte. In Tudor-Währung waren das 126.000 Pfund, was die Hälfte der Steuereinnahmen des Königreiches England zu jener Zeit bedeutete. Die spätere Angabe von nur 33.000 Pesos in nicht registriertem, ungemünztem Silber wird als eine Untertreibung der spanischen Kaufleute bewertet. Schließlich wurde die Cacafuego freigegeben. Ein Schiffsjunge auf dem spanischen Schiff trat vor Drake und erklärte: „Wir können unser Schiff jetzt nicht mehr ‚Cacafuego‘ (‚Feuerscheißer‘) nennen, sondern es muss von jetzt an ‚Cacaplata‘ (‚Silberscheißer‘) heißen. Euer Schiff ist die ‚Cacafuego‘“. Die Bemerkung löste Gelächter aus und wurde später von den Seeleuten an Bord der Golden Hinde immer wieder als Witz vorgebracht.
San Juan de Anton sagte später aus: „Bevor der Engländer mein Schiff freigab, gab er jenen, die beraubt worden waren, bestimmte Dinge als Geschenke. An Geld gab er jedem 30-40 Pesos, und einige erhielten portugiesisches Tuch und Werkzeuge wie Gartenmesser und Hacken, sowie zwei seiner eigenen verzierten Mäntel. Einem Soldaten (nur der Nachname Victoria ist überliefert) schenkte er ein paar Pistolen und mir eine Muskete, die – wie er mir erklärte – aus Deutschland stamme, aus welchem Grunde er sie hoch schätzte. Dem Schreiber schenkte er einen eisernen Schild und ein Schwert, und er sagte, er gäbe uns diese, damit wir wie Männer unter Waffen aussähen … Mir gab er zwei Fässer mit Teer, sechs Quintal deutsches Eisen und ein Fässchen Schießpulver, einem Kaufmann namens Cuevas gab er einen Beutel mit bunten Schaugläsern und sagte, diese wären für seine Frau … Außerdem schenkte er mir ein vergoldetes Silberbecken mit der Inschrift ‚Franciscus Draques‘ und als er uns freigab, gab er mir noch einen Geleitbrief mit seiner Unterschrift und erklärte mir, er gäbe mir diesen für den Fall, dass ich einem der beiden anderen englischen Schiffe begegnen würde (‚Elisabeth‘ und ‚Marygold‘), die hinter ihm wären, so dass mir niemand Schaden zufügen möge oder mich ein zweites Mal ausraube.“ Der Geleitbrief ist erhalten geblieben. In ihm werden Captain Winter und Captain Thomas aufgefordert, niemandem Schaden zuzufügen, und dass sie Anton für alles, was sie von dem spanischen Schiff nehmen sollten, mit dem Doppelten bezahlen sollen, und er fährt fort: „Ich bete zu Gott, der der Beschützer aller in der Welt ist, dass er uns erhalten möge, und gebe ihm alle Ehre, Lobpreisung und Ruhm“. Ihr Schicksal sei in den Händen von „Ihm, der uns mit seinem Blute erlöst hat, und ich habe die große Hoffnung, dass uns kein weiteres Unglück zustoßen wird, sondern dass er uns in unseren Schwierigkeiten helfen wird und euch für den Leidensweg Christi vorsieht, falls ihr in Gefahr geratet, und dass ihr an Gottes Gnade nicht verzweifelt, denn er wird uns vor allem Ungemach beschützen und uns in unseren Hafen bringen.“ Der Brief ist unterschrieben mit „Euer Sorgenvoller Captain, dessen Herz für euch schwer ist. Francis Drake“.

### Die Verhältnisse an Bord des Schiffes
Bezüglich des Gehorsams seiner Männer und des Umgangs Drakes mit Gefangenen sind aufschlussreiche Aussagen spanischer Gefangener an Bord der Golden Hinde sowie des portugiesischen Navigators Nuno da Silva überliefert. Ihnen zufolge waren Drakes Männer „gedrillt wie erfahrene italienische Söldner … jeder Mann der Besatzung hatte seine Waffen regelmäßig zu reinigen und in Ordnung zu halten.“ Drake lege größten Wert auf Disziplin und schon kleine Vergehen wurden bestraft.
Dem gegenüber wurden die Gefangenen von Drake „immer höflich und äußerst zuvorkommend behandelt“, wobei Kranken oder Verletzten besondere Aufmerksamkeit zuteilwurde und das persönliche Eigentum der spanischen Seeleute weitgehend unangetastet blieb. Drake selbst sagte: „Ich würde nichts nehmen wollen, was nicht entweder König Phillip oder Don Martinez de Enriquez gehört … ich werde nicht aufhören, bevor ich die zwei Millionen erbeutet habe, die mein Vetter John Hawkins in San Juan de Ulúa verloren hat“.
An Bord wurde sehr großer Wert auf die Ausübung des Glaubens gelegt, weshalb mehrere Stunden am Tag religiöse Zeremonien abgehalten wurden. Drake las dabei aus einem Buch mit Geschichten protestantischer Märtyrer vor und führte die Besatzung beim Singen von Hymnen an. Der kompromisslose protestantische Geist wurde von Gefangenen und betroffenen spanischen Kolonisten beschrieben. Demnach wurden katholische Kirchen und Kapellen geplündert, wobei religiöse Symbole, wie Statuen oder Kruzifixe, oft zerstört wurden. Mit wenigen Ausnahmen beschränkten sich derartige Aktivitäten jedoch auf Sachgüter. Den spanischen Kolonisten blieben die damals durchaus üblichen Massaker und Misshandlungen erspart.
Einer der Gefangenen erklärte später, dass es den Seeleuten bei Strafe nicht erlaubt war, Drake barhäuptig anzusprechen. Sie hatten einen Hut oder eine andere Kopfbedeckung zu tragen, die nur bei besonderen Gelegenheiten, wie z. B. religiösen Zeremonien, auf Befehl abgenommen werden durfte. Eigentlich wurde im 16. Jahrhundert sehr darauf geachtet, dass die Angehörigen der Unterklassen ehrerbietig und respektvoll den Hut abnahmen, wenn sie sich in der Gegenwart von Vorgesetzten oder von sozial Höhergestellten befanden. Die Mannschaft sprach Drake als Captain Francis an, im Gegensatz zu Captain Winter, Captain Chester oder Captain Thomas. Dies mag zum Teil praktische Gründe gehabt haben, weil Winter, Chester und Thomas alle John mit Vornamen hießen, dennoch ist es eher ungewöhnlich, dass die Anrede Captain Drake von der Besatzung nicht verwendet wurde. Der gleiche Gefangene sagte weiter, er habe sich unter den Seeleuten der Golden Hinde umgehört, um herauszufinden, was diese von Drake hielten. Er fand heraus, dass sie Drake regelrecht vergötterten und das trotz der erheblichen Disziplin- und Autoritätsprobleme am Anfang der Reise. Dabei bestand Drake stets darauf, dass jeder an Bord sich an allen anfallenden Arbeiten beteiligte, wobei er auch sich selbst nicht von niedrigsten Tätigkeiten ausnahm und beispielsweise auf Seewache ging. Ein anderer Gefangener beobachtete gar, wie Drake mit einem Boot an Land fuhr und „in voller Kleidung und beschuht, ins Wasser sprang, um dann, bis zum Halse im Wasser stehend, Wasserfässer zu schleppen.“
Auf der Fahrt erstellten Francis Drake und sein Bruder John Skizzen und Zeichnungen der Pflanzen- und Tierwelt sowie der Landschaft und der Menschen. Nuno da Silva berichtete später „… wenn Drake und sein Vetter in der Kabine waren, so haben sie immer gemalt.“

### Vor der Küste Mittelamerikas

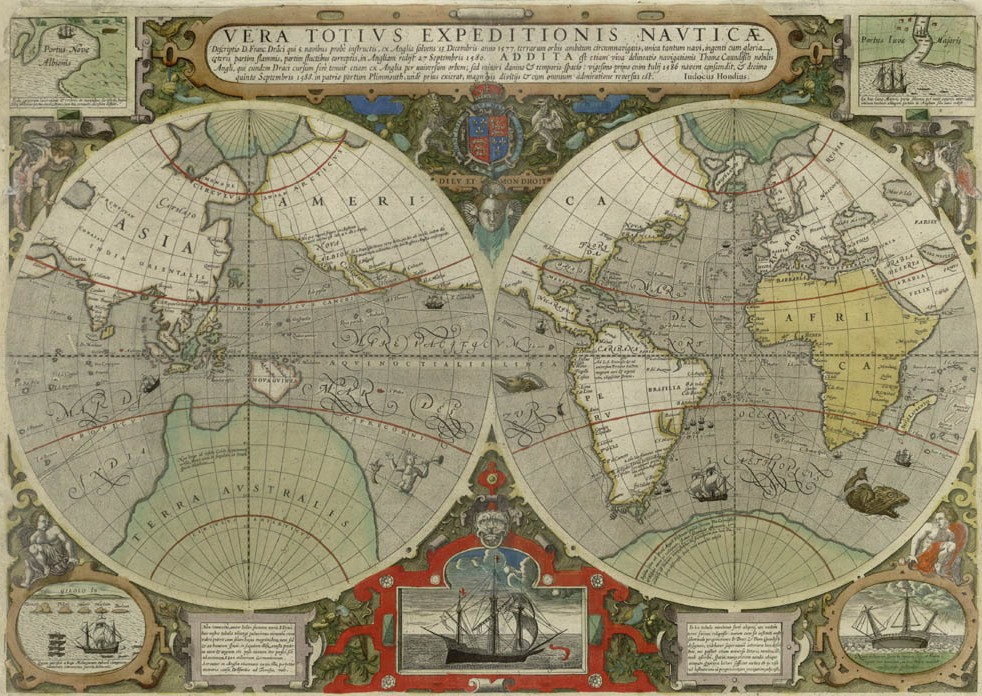
Die Karte Vera Totius Expeditionis Nauticae von Jodocus Hondius enthält, obwohl sie bereits 1595 erschien, eine exakte Darstellung der Weltumsegelung des Francis Drake

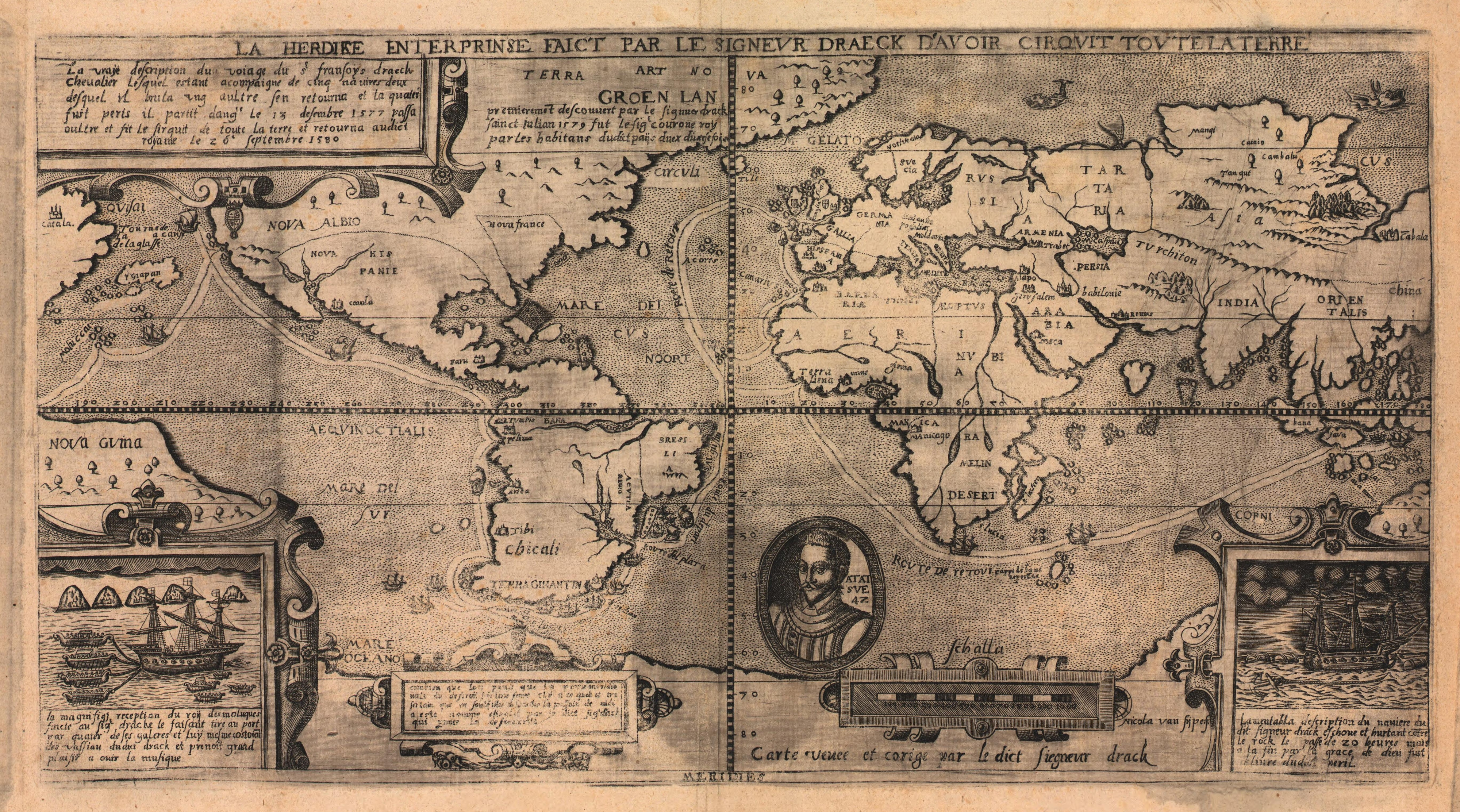
Nicola van Sype: La herdike enterprinse faict par le Signeur Draeck D’Avoir cirquit toute la Terre (1581).

Bei der Suche nach einem Hafen, in dem die Golden Hinde wieder überholt werden konnte, kaperte Drake vor der Küste Nicaraguas die Frigata des Rodrigo Tello. Das Schiff lief gerade aus dem Hafen von Nicoya (im heutigen Costa Rica) aus, einem Versorgungsdepot für den Verkehr mit den Philippinen. Drake erbeutete einige Seekarten und Segelanweisungen und nahm den Kapitän Alonso Sanchez de Colchero als Gefangenen mit. Das Schiff behielt er ebenfalls und sandte die Gefangenen mit der Pinasse an Land. Colchero erwies sich als unkooperativ und behauptete später, Drake habe versucht, ihn zu bestechen. Dabei sei er genauso brutal behandelt worden wie zuvor Diaz Bravos Sekretär Jacome. Während die Bestechungsversuche durch John Drake und Nuno da Silva belegt sind, ist die Misshandlung jedoch von keinem der anwesenden Zeugen erwähnt worden und somit höchstwahrscheinlich eine Übertreibung Colcheros.
Am 16. März erreichte Drake die Insel Caines (heutiger Name Caño). Hier wurde das Schiff instand gesetzt und Holz, Proviant und Wasser gebunkert. Ein weiteres Schiff, das des Don Francisco de Zárate, wurde am 4. April 1579 genommen. Auch diesmal waren die Spanier auf die Erklärung hereingefallen, dass die Golden Hinde das Schiff von Miguel Ángel sei. Drake ließ ein Boot längsseits bringen und eine Musketensalve abfeuern. Die Spanier ergaben sich widerstandslos, ohne dass es Opfer gab. Diesmal wurden vier Kisten mit chinesischem Porzellan, Seide und Taft sowie Leinen erbeutet. An Bord befanden sich auch eine schwarze Frau und Juan Pasqual, ein indigener Führer, welche Drake mitnahm. Colchero wurde als Gefangener gegen Pasqual ausgetauscht. Drake nahm zunächst an, dass der Inhaber des Schiffes, Zárate, mit Don Martinez de Enrique verwandt sei. Er erklärte Colchero gegenüber, dass „falls genannter Zarate mit dem Vizekönig wirklich verwandt sei, er ihn als solchen hängen würde.“ Das Missverständnis wurde aufgeklärt, bevor Drake das Schiff entließ und jedem an Bord zum Abschied eine Handvoll Reals gab. Hierbei zeigte er besonderes Mitgefühl beim Umgang mit den Kranken an Bord. Die Spanier beschrieben ihn später als einen eher vornehmen Gauner.
Als vorerst letzter wurde der kleine Hafen von Guatulco (das heutige Huatulco in Mexiko) im Vizekönigreich Neuspanien angelaufen. Dort blieb das Schiff vom 13. bis 16. April 1579. Ein im Hafen liegendes Schiff mit Handelswaren wurde erbeutet, und Drakes Männer gingen an Land, um den Ort zu plündern. Dabei wurden Lebensmittel, Trinkwasser und Kleidung mitgenommen. Außerdem fanden sich einige tausend Real in Silber, und aus der kleinen Kirche im Ort wurden einige Wertgegenstände entwendet. Der Alcalde Gaspar de Vargas und einige Einwohner versuchten, Widerstand zu leisten, wurden jedoch in die Wälder vertrieben. Auch hierbei zeigte sich der kompromisslose protestantische Geist der Engländer: Sie nahmen einem Spanier ein Kruzifix ab und zerschlugen es mit der Erklärung: „Nur Ungläubige verehren Steine und Stöcke.“ In der Kirche wurden die Heiligenbilder und Kreuze zerstört, das Gemälde über dem Altar zerfetzt und der Altar zerschlagen. Ein großgewachsener, buckliger englischer Seemann erkletterte den Kirchturm und entfernte die Glocke. Die Würdenträger der Ortschaft wurden zur Besichtigung an Bord der Golden Hinde eingeladen. Drake bot ihnen ein Glas Wein an und erklärte, er werde keinerlei Einmischung tolerieren. Hierbei gab er zu erkennen, dass er vorhabe, später Acapulco anzugreifen. Er mag hierüber nachgedacht haben, es ist jedoch wahrscheinlicher, dass dies eine gezielte Fehlinformation war, um die Spanier in die Irre zu führen. Diese nahmen die Behauptung jedoch ernst. Zwei Schiffe mit 200 Soldaten wurden ausgerüstet und die Miliz zusammengerufen, um Drake entgegenzutreten.

### Die Straße von Anián

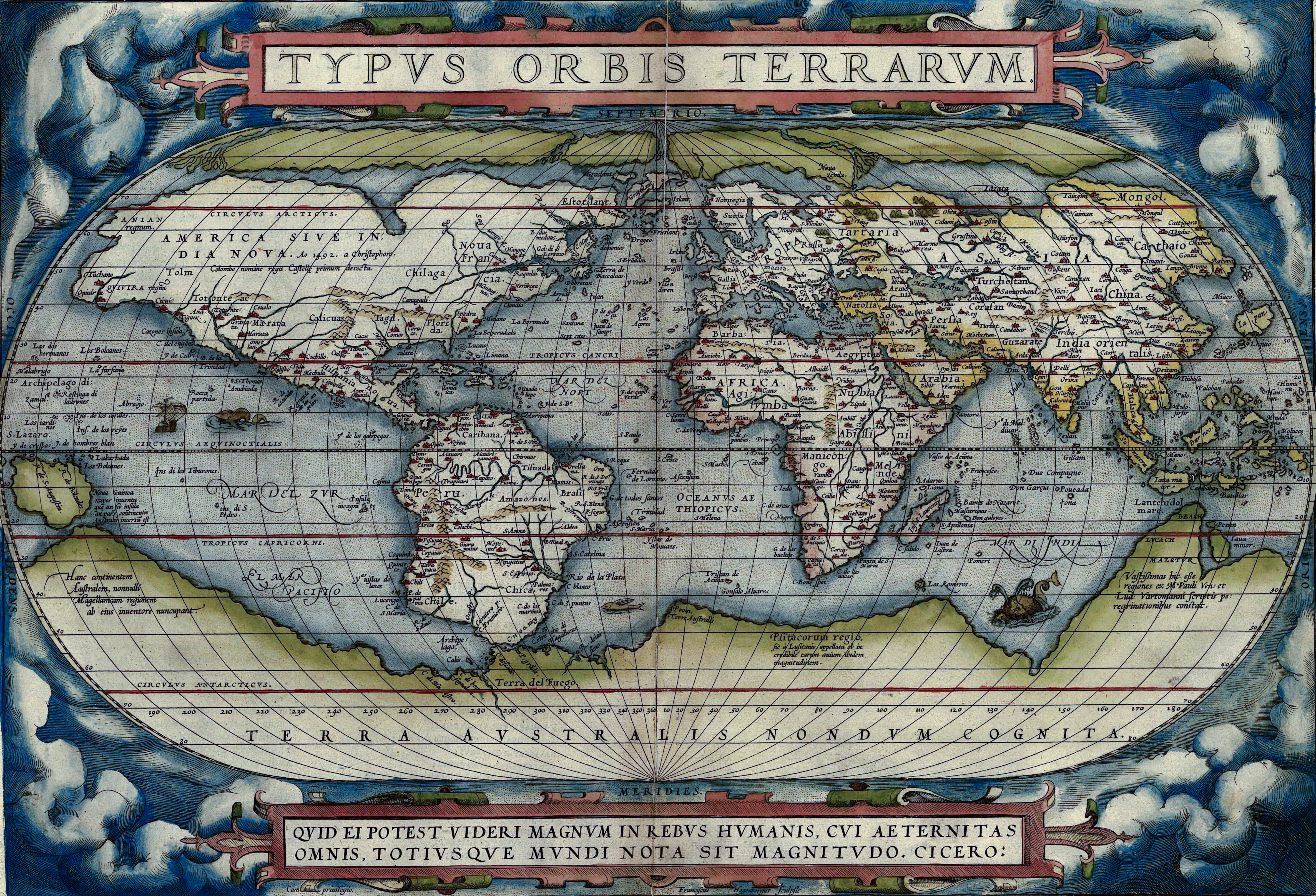
Weltkarte von Abraham Ortelius von 1570. Interessant ist die Vorwegnahme einer Nordwestpassage, sowie die stark abweichende Darstellung der Küste Chiles

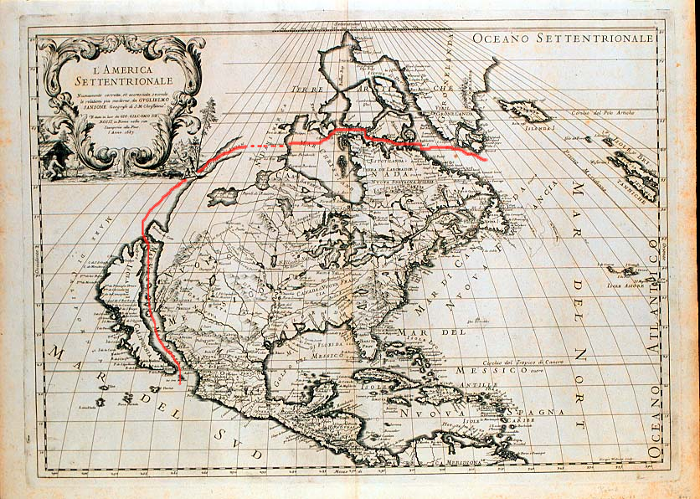
Vermuteter Verlauf der Straße von Anián, markiert auf einer Karte Amerikas von Guillaume Sanson aus dem Jahr 1687

Stattdessen lief Drake jedoch auf einem nördlichen und dann westlichen Kurs, bis er die spanische Einflusszone in Amerika hinter sich gelassen hatte. Währenddessen stellte sich für ihn die Frage, ob er als Nächstes nach der vermuteten Nordwestpassage suchen, die Magellanstraße erneut durchfahren oder stattdessen den Pazifik überqueren sollte. Da die Spanier jedoch glaubten, er werde zurückfahren, rüsteten sie in der Karibik vier Schiffe aus, um Drake abzufangen. An die Möglichkeit, dass er versuchen werde, eine Nordwestpassage zu finden oder den Pazifik zu überqueren, wurde nicht gedacht. Nur Nuno da Silva, der in Guatulco zurückgelassen worden war, meinte: „Ich glaube, dass er versuchen wird, an der Küste entlang zu fahren, um die Straße von Anián [ehemalige spanische Bezeichnung für die heutige Nordwestpassage] zu finden. … sollte er sie nicht finden, so wird er versuchen, über China nach Hause zu gelangen.“
Zu diesem Zeitpunkt hatte Drake mit der Golden Hinde und Rodrigo Tellos Frigata noch zwei Schiffe zur Verfügung, die mit riesigen Schätzen beladen waren. Etwa 60–70 Personen befanden sich noch an Bord, darunter drei Schwarze, die von Drake in Guatulco befreit worden waren. Drake hatte bereits zwei Schiffe verloren und konnte sich keine weiteren Verluste erlauben. Deshalb wurde die Route durch die Magellanstraße als zu gefährlich verworfen. Er hatte eine mögliche Weltumsegelung schon früher gegenüber Thomas und Winter angedeutet, als er ihnen sagte, dass man ihn „in Portugiesisch-Indien finden“ werde, falls ihre Schiffe getrennt würden. Da jedoch die Straße von Anián, die auf 40 Grad Nord vermutet wurde, der einfachste Weg nach Hause gewesen wäre, fuhr Drake, um widrige Winde zu vermeiden, zuerst nach Westen und wandte sich dann nach Norden. Dabei wurde wahrscheinlich eine Position von 48 Grad Nord etwas südlich der heutigen kanadisch/US-amerikanischen Grenze erreicht. (Tatsächlich verläuft die Nordwestpassage bei über 70 Grad Nord.) Kurz bevor sie so weit kamen, wurde das Wetter so kalt, dass, nach Aussagen von Francis Fletcher, „Fleisch sofort gefror, sobald es vom Feuer genommen wurde. … die Taue und Blöcke waren so steif gefroren, dass sie nicht mehr ohne Schwierigkeiten bedient werden konnten.“ Widrige Winde zwangen Drake, am 5. Juni 1579 vor der Küste zu ankern. Er hielt im Logbuch fest, dass es keine nördliche Verbindung der Ozeane gibt.

### Nova Albion

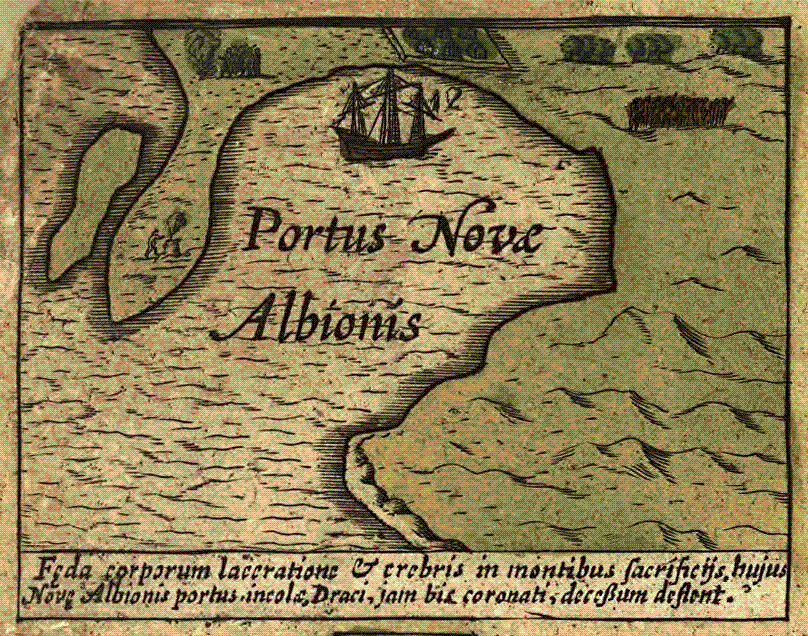
Nova Albion, Detailausschnitt der Karte Vera Totius Expeditionis Nauticae von Jodocus Hondius, Amsterdam 1595

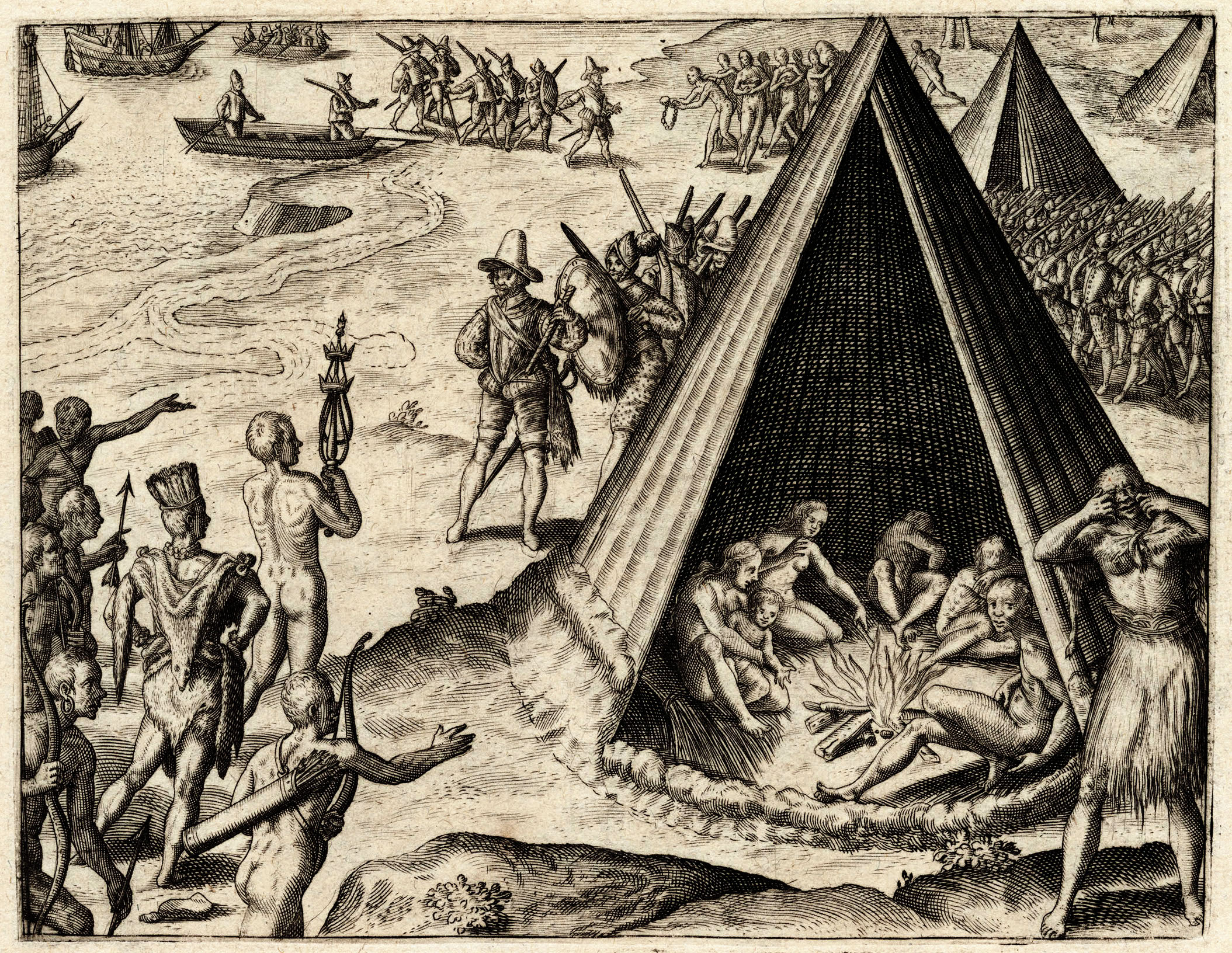
Francis Drakes Landung in Kalifornien 1579, Theodor de Bry 1590

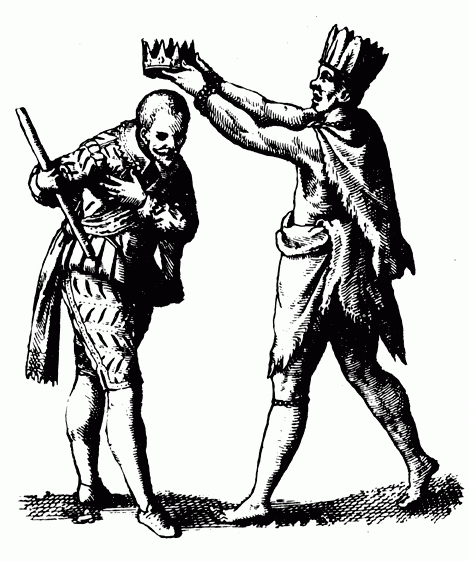
Drake wird von den Indianern Nova Albions eine Krone aufgesetzt. Kupferstich von Theodor de Bry

Am 5. Juni 1579 liefen die Schiffe während andauernder Stürme und in dichtem Nebel in eine Bucht ein. Drake erkannte, dass die vermutete Position der Straße von Anián nicht stimmen konnte. So wurden die Pläne geändert und eine Pazifiküberquerung in Angriff genommen. Deshalb segelten sie zunächst südwärts an der Küste entlang und erreichten einen Punkt auf etwa 38 Grad nördlicher Breite. Heute werden drei Ankerplätze für möglich gehalten: Der wahrscheinlichste ist Drakes Bay (auch Drakes Estero, im heutigen Point Reyes National Seashore) auf 38 Grad. Andere sind Bolinas Lagoon auf 37 Grad 55 Minuten und die Bucht von San Francisco auf 37 Grad 49 Minuten. Am 17. Juni 1579 gingen sie an Land und begegneten Indianern. Hierbei handelte es sich vermutlich um Angehörige des Miwok-Stammes aus den heutigen Counties Marin oder Tuolumne. Da Drake unangenehme Erfahrungen mit den südamerikanischen Indianern gemacht hatte, wollte er keine Risiken mehr eingehen und ließ in der Nähe des Ankerplatzes ein kleines Fort errichten.
Die Einwohner stellten sich jedoch als überaus freundlich heraus. Einer von ihnen brachte als Geschenk einen Korb, der einen Federbusch und Tabak enthielt. Im Gegenzug war er jedoch nicht bereit, mehr anzunehmen als einen Hut, der ihm zugeworfen wurde und den er aus dem Wasser fischte. Nachdem Zelte errichtet worden waren, kamen die Indianer in einer größeren Gruppe den Hügel herunter, um zuzusehen. Die Männer wurden von den Frauen begleitet. Drake nahm an, dass sie freundlich gesinnt waren, weil die Krieger ihre Waffen niederlegten, als sie dazu aufgefordert wurden. Am 20. Juni vermittelten zwei Krieger Drake, dass ihr Häuptling ihm einen Besuch abstatten wolle. Deshalb stellte Drake ein Geschenk für ihn bereit. Die Delegation des Häuptlings wurde von einem Mann angeführt, der ein Zepter vor sich her trug, welches mit „geflochtenen Kronen und Ketten aus Muscheln verziert“ war. Hinter ihm folgten der Häuptling, seine Leibwache und ein großes Gefolge aus Kriegern sowie Frauen und Kindern, die jeder ein Geschenk trugen. Die Engländer glaubten, dass die Indianer sie für Götter hielten und dass sie Drake zu ihrem König gewählt hätten, da sie ihm eine Krone aufsetzten. Die Frauen jedoch zerkratzten sich mit ihren Fingernägeln die Gesichter bis aufs Blut.
Im England der Königin Elisabeth herrschte die Ansicht vor, dass nur dann eine Berechtigung bestehe, ein fremdes Land der englischen Krone anzugliedern, wenn die Bewohner dies ausdrücklich verlangten bzw. ihre Zustimmung gaben. In diesem Falle jedoch missverstanden Drake und seine Männer die Einheimischen, da die Indianer aus dem späteren Zentral-Kalifornien, zu denen der Miwok-Stamm gehörte, derartige Rituale als Teil von Trauer-Zeremonien praktizierten. Heute geht man davon aus, dass die Indianer Drake und seine Besatzung für zurückgekehrte Geister Verstorbener hielten. Trotzdem nahm Drake das Land für seine Königin als Nova Albion in Besitz und ließ eine Messingtafel anfertigen, die die Besitzansprüche von England für alle Zeiten geltend machen sollte. Der Name Nova Albion rührte vermutlich von den kilometerlangen weißen Klippen des Küstenabschnittes her, die Drake an Dover erinnerten. Die Küste war bei dauernder Bewölkung und kaltem Wetter öde und unerbittlich. Der Nebel erlaubte die genaue Ortsbestimmung nur selten.
Die spanische Frigata wurde abgewrackt, und am 23. Juni 1579 verließ Drake die Bucht. Die Indianer waren sehr betrübt über die Abreise ihrer Gäste und begleiteten das Schiff auf Land, solange es ging. Am folgenden Tag lief Drake die der Küste vorgelagerte Inselgruppe an, um seine Vorräte zu ergänzen. Er nannte die Inseln St.-Jakob-Inseln (die heutigen Farallon-Inseln). Die Unterlagen, die an Bord des spanischen Schiffes erbeutet worden waren, zeigten ihm einen Weg über den Pazifischen Ozean, jedoch sollte sich die Distanz als größer erweisen als angenommen.

### In der Südsee
Nach 68 Tagen auf See erreichte Drake am 30. August 1579 eine Insel in etwa 8–9 Grad Nord. Dabei handelte es sich möglicherweise um eine der Palau-Inseln, was Drake zu ihrem europäischen Entdecker machen würde. Von der Insel kamen mikronesische Einwohner in großer Zahl in Kanus zur Golden Hinde gefahren. Anfangs waren die Bewohner freundlich und handelten mit den englischen Seeleuten. Als sie jedoch Dinge mitnahmen, ohne etwas im Gegenzug dafür zu geben, verweigerten die Engländer weiteren Handel mit ihnen. Daraufhin bewarfen die Mikronesier das Schiff mit Steinen und Pfeilen. Als die Situation zu eskalieren drohte, ließ Drake einen Warnschuss abgeben. Ein Teil der Einheimischen drehte daraufhin ab. Gleichzeitig erreichten jedoch andere das Schiff. Da die Golden Hinde voll beladen war und tief im Wasser lag, befand sich das Schanzkleid sehr tief über der Wasserlinie und war für Angreifer leicht zu erreichen. Drake ließ schließlich eine Breitseite abfeuern, von der eines der Kanus zerstört wurde. Dabei kamen etwa 20 Insassen ums Leben. Die Engländer nannten die Insel aufgrund ihrer Erlebnisse Island of Thieves (deutsch etwa Diebes-Insel).
Die Reise ging weiter über Mindanao in die Südsee, südwestwärts in Richtung Celebessee und dann in Richtung Gewürzinseln (den heutigen Molukken). Hier lag nach dem Vertrag von Saragossa die Grenze zwischen dem spanischen und portugiesischen Machtbereich. Die spanischen Karten waren nun nutzlos. Zwei örtliche Fischer erklärten sich bereit, Drake zu helfen. So gelangte er in die Molukkensee. Ein Emissär des Sultans von Ternate erreichte das Schiff mit der Einladung, in den Hafen von Talangam auf Ternate einzulaufen. Der Sultan namens Babu benutzte eine dort befindliche alte portugiesische Festung als seinen Palast. Drei Galeeren mit je 80 Ruderern begrüßten das englische Schiff, als es am 4. November 1579 in den Hafen einlief und zum besten Ankerplatz geschleppt wurde. Der prächtig gekleidete Sultan erwies sich als freundlich gesinnt. Er hatte für die Portugiesen, die zehn Jahre zuvor unter Führung von Lopez de Mesquita seinen Vater Hairun von Ternate ermordet hatten, nicht viel übrig und war bereit, den Engländern den Handel mit Gewürznelken, der von ihm kontrolliert wurde, abzutreten. Er suchte verzweifelt nach Verbündeten, um die Portugiesen daran zu hindern, sein Königreich zu erobern. Dazu sollten sie zunächst von ihrem Handelsstützpunkt auf der Insel Tidore vertrieben werden. So versprach er Drake zunächst Lebensmittel. Am darauffolgenden Tag wurde ein Handelsabkommen ausgearbeitet.
Der spanische Abgesandte Duenas erlebte Drakes Ankunft in Talangam als Zeuge: „Captain Francis ging zu der Festung Ternate, wo er wohlwollend empfangen und mit gewissen Gütern versorgt wurde. Gleich danach eröffnete der König von Ternate Verhandlungen mit ihm und erklärte, dass er kein Freund der Portugiesen, sondern ein unabhängiger König sei … und da Captain Francis sich als Vasall der englischen Königin ausgegeben habe, dann wolle er, falls es der Wunsch der Königin sei und sie ihm helfen wolle, die Portugiesen aus der Region zu entfernen, ihr den Handel mit Gewürznelken zugestehen, den bis dahin die Portugiesen gehabt hätten. Captain Francis versprach im Namen der Königin, dass er innerhalb von zwei Jahren die See mit Schiffen bedecken werde, für was auch immer sie benötigt werden würden. Der König bat ihn um ein Pfand, dass er sein Wort als Ehrenmann auch halte, welches er im Namen seiner Königin gegeben habe, und Captain Francis gab ihm daraufhin einen goldenen Ring mit Edelsteinen, eine Rüstung und einen sehr schönen Helm. Der König gab Captain Francis andere Geschenke, jedoch konnte ich nicht erkennen, was diese waren …“
Drake nahm sechs Tonnen Gewürznelken an Bord und verließ Ternate in Richtung Banggai-Archipel, wo er auf einer Insel nahe der nordöstlichen Küste von Celebes (dem heutigen Sulawesi) ankerte. Die Insel war zwar klein und unbewohnt, bot jedoch alles, was für die weitere Reise benötigt wurde. Die Golden Hinde wurde während der nächsten 26 Tage gründlich überholt. Drake hatte von Guatulco drei Schwarze, einen Mann und zwei Frauen, mitgenommen, welche er auf dieser Insel zurückließ. Eine der beiden Frauen war auf dem Weg nach Ternate an Bord schwanger geworden und es bestand die Gefahr, dass die Frau, Maria, noch während der Fahrt nach West-Afrika gebären würde. Unter den an Bord herrschenden Verhältnissen hätte dies jedoch die Mutter und das Neugeborene in Gefahr gebracht. Wahrscheinlich ließ Drake die drei auf der Insel zurück, weil er über die Dauer der weiteren Reise nicht sicher sein konnte und das Schiff insgesamt stark überladen war. Die Engländer hatten die Insel ursprünglich Crab Island getauft, benannten sie jedoch vor der Abreise in Isla Francisca, nach der zweiten schwarzen Frau, um.

### Die Rückreise
Am 12. Dezember 1579 begann die Rückreise. Drakes Mannschaft musste sich mit Hilfe des Lotes durch Korallenriffe, Felskuppen und Sandbänke im westlichen Teil der Bandasee vorantasten. Als man schließlich glaubte, dass man die Untiefen überwunden hatte, wurden alle Segel gesetzt. Am Abend des 9. Januar 1580, um etwa 20 Uhr, lief das Schiff jedoch auf ein Riff. Wasser brach ein und alle Versuche, das Schiff mit Hilfe von Warpankern wieder frei zu bekommen, scheiterten. Schließlich wurden 10 Tonnen Gewürznelken, 5 Tonnen Ingwer und Piment sowie 2 Fass Mehl neben den verbliebenen Deckgeschützen über Bord geworfen. Am darauffolgenden Tag um 16 Uhr kam das Schiff wieder frei, nachdem sich der Wind gedreht hatte und mithalf, das Gewicht zu verlagern. An Bord kam es jedoch zu einem Nachspiel. Der Vikar Francis Fletcher hatte die Angewohnheit, jede Form von Ungemach sofort auf den göttlichen Willen zurückzuführen. Als er nun begann, auch diesen Zwischenfall mit Ned Bright und dessen Aussage bei dem Verfahren gegen Thomas Doughty in Verbindung zu bringen, statuierte Drake ein Exempel. Er ließ den Vikar auf dem Backborddeck anketten, setzte sich im Schneidersitz auf eine Kiste vor diesen und exkommunizierte ihn: „Francis Fletcher … hierbei exkommuniziere ich dich aus der Kirche Gottes und von all ihrer Gnade und ihren Vorzügen, und übergebe dich dem Teufel und seinen Engeln!“ An Fletchers Arm wurde ein Schild angebracht mit der Aufschrift: „Francis Fletcher – ye falsest Knave that liveth.“ („größter Schurke unter der Sonne“).
Auf der Insel Damar oder der Insel Romang (beide gehören zu den Barat-Daya-Inseln in der heutigen indonesischen Provinz Maluku) wurde die Verpflegung ergänzt. Danach lief die Golden Hinde zunächst westlich in Richtung Celebes, wurde dann jedoch von einem Sturm nach Süden in die Sawusee abgetrieben. Schließlich segelt man als erstes europäisches Schiff entlang der Südküste Javas. Damit bewies Drake, dass Java nicht Teil von Terra Australis ist. In Tjilatjap (dem heutigen Cilacap) auf Java wurden ein weiteres Mal Wasser und Lebensmittel ergänzt.
Am 26. März 1580 begann die Überquerung des Indischen Ozeans. Die afrikanische Küste wurde am 21. Mai erreicht, und am 15. Juni das Kap der guten Hoffnung in Sichtweite umrundet. Zu diesem Zeitpunkt wurden wegen Wassermangels an Deck Fässer aufgestellt, um Regen zu sammeln, und man suchte verzweifelt nach einem Ort, an dem die Trinkwasservorräte ergänzt werden konnten. Die Wasserrationen wurden bis dahin auf weniger als eine halbe Tasse pro Mann und Tag reduziert. Am 22. Juli ankerte das Schiff schließlich vor der Küste von Sierra Leone. Die ununterbrochene Fahrt über 9.700 Seemeilen (rund 18.000 Kilometer) von Java nach Sierra Leone wird als eine von Drakes größten seemännischen Leistungen angesehen.
Am 26. September 1580 erreichte Drake den Plymouth Sound. Bevor er jedoch in den Hafen von Plymouth einfuhr, rief er vorbeiziehende Fischer mit der Frage an: „Lebt die Königin noch?“ Drake musste sich darüber Sorgen machen, ob die protestantische Elisabeth in seiner Abwesenheit gestorben und die katholische und damit eng mit Spanien verbundene Maria Stuart ihre Nachfolgerin geworden sein könnte. Aufgrund der Schwere und der Folgen seines Raubzuges für die spanische Krone hätte der Machtwechsel seine Weltumsegelung und die Plünderung der spanischen Kolonien in einem gänzlich anderen Licht dargestellt. Eine Anklage wegen Piraterie und weitere ernsthafte Konsequenzen sind eine durchaus realistische Befürchtung. Drake erfuhr, dass die Königin wohlauf, in Plymouth jedoch die Pest ausgebrochen sei.

## Die Ergebnisse der Reise

### Der finanzielle Gewinn
Nach der Ankunft in Plymouth erhielt Drake die Erlaubnis, unbeaufsichtigt an Bord der Golden Hinde zu gehen und einen Teil der Ladung für sich und seine Mannschaft an sich zu nehmen. Er beanspruchte 10.000 Pfund für sich und weitere 14.000 Pfund für seine Männer. Nach Angabe des spanischen Botschafters Bernardino de Mendoza übergab er später 100.000 Pfund als Geschenk an die Königin. In den Tower von London kamen weitere 264.000 Pfund. Davon gewährte Elisabeth den niederländischen Rebellen 29.000 Pfund als Kredit, die Handelsgesellschaften von Ancón und der Levante erhielten je 42.000 Pfund. Im April 1581 wurde der Gesamtwert der Ladung auf 600.000 Pfund geschätzt. Das wäre fast das zweieinhalbfache der jährlichen Steuereinnahmen des Königreiches England zur damaligen Zeit gewesen. Der Schriftsteller Edmund Howes behauptete einige Jahre später, dass Drakes Beute gereicht hätte, sieben Jahre lang Krieg mit den Spaniern zu führen. Lewis Roberts erklärte im 17. Jahrhundert, dass er Dokumente gesehen habe, die bewiesen, dass die Aktionäre, welche sich an Drakes Unternehmen beteiligt hatten, einen Profit von 4.700 % eingestrichen hätten. Demnach hatte jeder an dem Unternehmen beteiligte Teilhaber des Londoner Konsortiums für jeweils 100 investierte Pfund 4.700 Pfund ausgezahlt bekommen. Die Kaufleute von Sevilla bezifferten allein den Wert der Ladung der gekaperten Cacafuego auf über 33.000 Pfund. Deshalb wurde der spanische Gesandte bei Elisabeth vorstellig, um die Interessen der spanischen Kaufleute zu vertreten, die gegen Drake Vorwürfe erhoben und Entschädigung verlangten. Elisabeth verzögerte jedoch alle Entscheidungen, sodass die Spanier schließlich so gut wie keinen Ausgleich erhielten. Gegenüber den Portugiesen war man etwas zuvorkommender, und möglicherweise ist zumindest Nuno da Silva entschädigt worden.

### Drakes persönlicher Erfolg

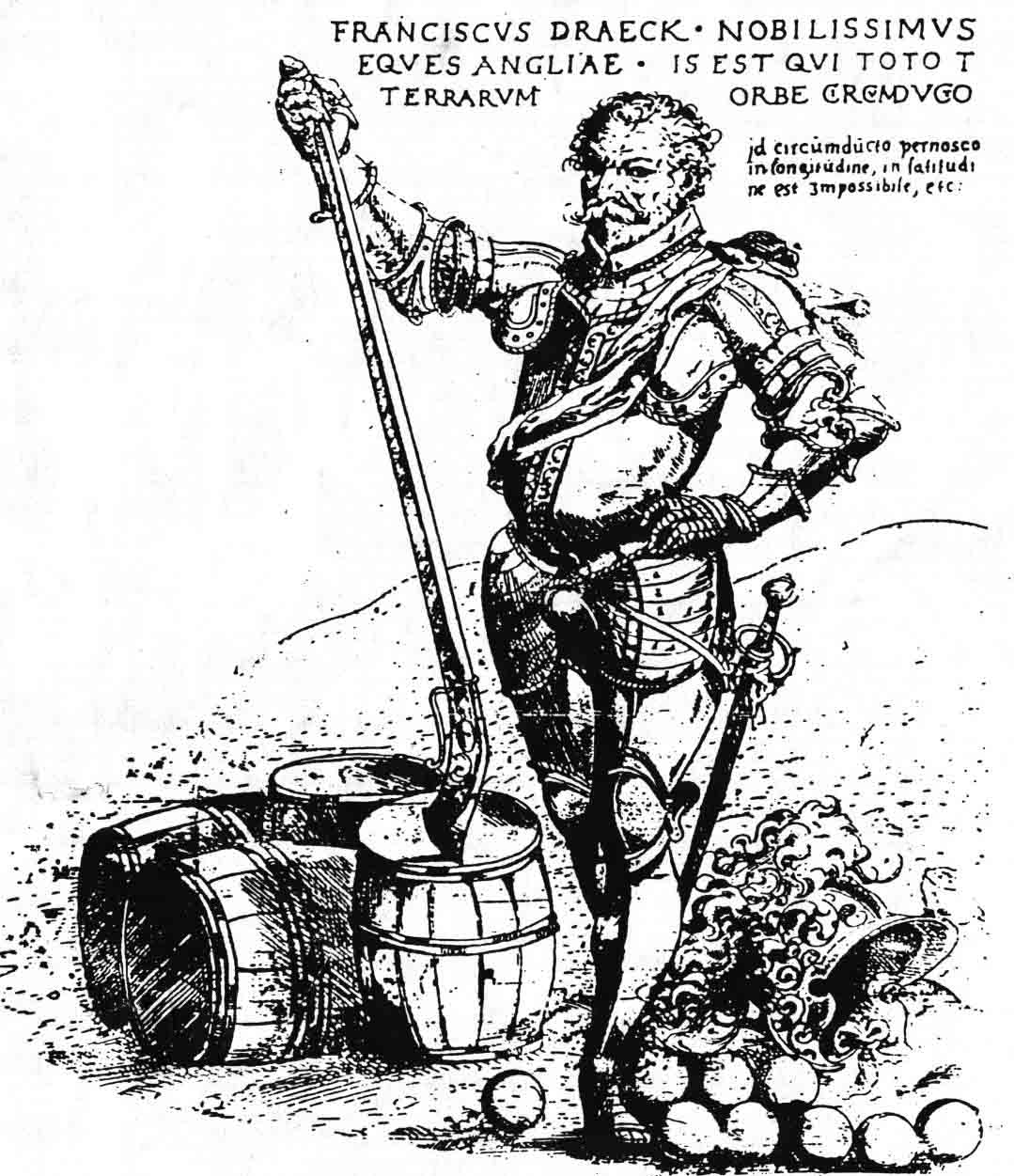
Francis Drake: Englands edelster Ritter, Ausschnitt aus einem lateinisch- und deutschsprachigen Flugblatt, Autor und Jahr unbekannt

Protestantische Prediger verbreiteten die Kunde von der ersten Weltumsegelung eines Engländers in den protestantischen Gebieten Europas. Ein Flugblatt wie das nebenstehende zeugt vom Stolz über diesen Erfolg, der gleichsam als Erfolg des „neuen“ Protestantismus über den „alten“, katholischen Glauben gefeiert wurde.
Drake wurde am englischen Königshof mit Neugier bestaunt, war aber auch dem Neid und der Verachtung der Höflinge ausgesetzt. Die Königin verbrachte jedoch viel Zeit mit Drake, während der sie sich ausgiebig mit ihm unterhielt. Die ungewohnte Aufmerksamkeit stieg Drake offensichtlich zu Kopf, denn nach Sugdens Einschätzung wurde er immer mehr zu einem Angeber, was ihm noch mehr als zuvor die Verachtung der Adeligen einbrachte. Bei einem Empfang wies ihn Edward Radclyffe, 6. Earl of Sussex, zurecht und erklärte, „es sei schließlich keine große Kunst, unbewaffnete spanische Schatzschiffe aufzubringen“. Drake antwortete ihm, „er werde es auch mit König Phillip persönlich aufnehmen.“ Mit seiner Kaperfahrt in die Karibik 1585/86 und seinem Engagement beim Kampf gegen die Spanische Armada 1587–1589 konnte er dies unter Beweis stellen.
Am 4. April 1581 wurde Francis Drake im Beisein von Elisabeth I. an Bord der Golden Hinde in Deptford vom Monsieur de Marchaumont (einem Gesandten François de France, dem Herzog von Alençon) für seine Verdienste und seine Loyalität gegenüber der englischen Krone zum Ritter geschlagen (s. Francis Drakes Ritterschlag).

### Die geographischen Entdeckungen
Mit der zweiten Weltumsegelung wurden wichtige geographische Entdeckungen gemacht. So bewies Drake, dass die Magellanstraße kein Kanal zwischen zwei Kontinenten ist. Als er auf der Suche nach seinen Begleitschiffen südlich der Straße durch die offene See fuhr, entdeckte er nicht nur den südlichsten Punkt Südamerikas, Kap Hoorn, er befuhr auch einen Teil der später nach ihm benannten Drakestraße. Bei der Erkundung der Region nördlich des heutigen Niederkalifornien segelte er in Gebieten, in die auch die Spanier bis zu diesem Zeitpunkt nicht vorgedrungen waren. Zwar konnte er die vermutete Nordwestpassage nicht finden, die Landung an der Küste des heutigen Kalifornien und die Inbesitznahme des Landes als Nova Albion für die englische Krone ist jedoch ein besonderes Ergebnis seiner Reise.
Bezüglich der geographischen Entdeckungen ist zu berücksichtigen, dass Drake, wie zu der Zeit alle Seefahrer, nur über einfachste Mittel zur Ortsbestimmung verfügte. Zwar konnten ihn zwischenzeitlich gefangene Navigatoren und geraubte Karten einen Teil der Wegstrecke leiten, doch in den unerforschten Gebieten war er auf seine navigatorischen Künste angewiesen. Dabei standen ihm lediglich der Quadrant sowie der Jakobsstab und das Astrolabium, die beiden Vorläufer des Sextanten, zur Verfügung.

### Politische und wirtschaftliche Auswirkungen
Aufgrund der schweren Erreichbarkeit der neuen Besitztümer in Nova Albion machte man in England zunächst keine Anstalten, eine feste Kolonie zu gründen. Die Besiedlung Kaliforniens erfolgte erst 200 Jahre später über den Landweg von Mexiko aus. Spanische Franziskaner etablierten Missionarsstationen, neben denen auch militärische Stützpunkte (Presidios) eingerichtet wurden (s. Geschichte Kaliforniens). Auch nutzte die englische Krone die Handelsbeziehungen zum Sultan von Ternate zuerst nicht: Nachdem eine Expedition unter Edward Fenton 1582 an der Umsegelung des Kaps der guten Hoffnung gescheitert und die finanziellen Verluste der Teilhaber (u. a. Francis Drake, Robert Dudley, 1. Earl of Leicester, und der Muscovy Company) immens waren, gab man den Ostindienhandel zunächst auf. Rund 80 Jahre nach Drakes Besuch gingen die Gewürzinseln in den Besitz der Niederlande über (siehe Geschichte der Niederlande).
Erst mit der Etablierung der Britischen Ostindien-Kompanie zwei Jahrzehnte später konnte England sich gegen die bis dahin im Gewürzhandel dominierenden Portugiesen durchsetzen.
Unbestritten ist die Auswirkung der Weltumsegelung Drakes für die Englisch-Spanisch-Portugiesischen Beziehungen. Das Eindringen in den spanischen Hoheitsbereich im Pazifik, die Plünderung spanischer Schiffe und Städte und die offene Duldung durch die englische Königin waren ein Affront gegen die spanische Weltmachtpolitik. Francis Drake als Vertreter des protestantischen Englands missachtete mit seiner Weltumsegelung die Herrschaftsbereiche der katholischen Staaten Spanien und Portugal (ab 1580 in Personalunion mit Spanien), die mit den Verträgen von Alcaçovas (1479), Tordesillas (1494) und Saragossa (1529) die Neue Welt unter sich aufgeteilt hatten. Damit war Drakes Tat einer der Auslöser für den nie als Krieg deklarierten offenen militärischen Konflikt zwischen Spanien und England in den Jahren 1585 bis 1604.
Die spanische Krone wurde zu umfangreichen Verteidigungsmaßnahmen in den Küstenstädten der neuen Kolonien und zu einer kostspieligen Sicherung der Schatztransporte aus der Neuen Welt gezwungen. Zum Schutz der südamerikanischen Westküste sollte in der Magellanstraße eine dauerhafte Kolonie etabliert werden. Pedro Sarmiento de Gamboa, der Drake erfolglos entlang der südamerikanischen Küste verfolgt hatte, gründete 1583 die spanische Kolonie Rey Don Felipe (am Ort des heutigen Puerto del Hambre). Thomas Cavendish fand 1586 die Überreste dieser Siedlung, deren Bewohner in der unwirtlichen Landschaft nicht genug Nahrung gefunden hatten und erfroren waren. Cavendish befand sich, Drakes Weg folgend, ebenfalls auf einer Weltumsegelung. Auf der Desire und in Begleitung zweier weiterer kleiner Schiffe überfiel und plünderte er spanische Schiffe und Siedlungen in Südamerika. Er vollendete seine Weltumsegelung am 9. September 1588 mit einem finanziellen Gewinn von etwa 120.000 Pfund Sterling.

## Kritische Betrachtung der Weltumsegelung
Der dargestellte Verlauf der Reise entspricht der derzeitigen Lehrmeinung. Die Angaben sind zum überwiegenden Teil aus dem Lebenslauf Sir Francis Drake von John Sugden entnommen sowie den Aufzeichnungen der Mitreisenden, die John Hampden im Buch Sir Francis Drake, Pirat im Dienst der Queen veröffentlichte. Dennoch gibt es Theorien einiger Wissenschaftler, die den aufgezeigten Verlauf der Reise in Frage stellen. Diese sollen im Folgenden genannt, aber nicht bewertet werden. Dazu sind die Thesen zu jung und noch nicht intensiv genug diskutiert.

### Entdeckte Francis Drake Kalifornien?
Bis Mitte der 1970er Jahre galt es als sicher, dass Drake Kalifornien entdeckte und für die englische Königin in Besitz nahm, denn 1936 wurde eine angeblich von ihm stammende Messingplakette mit der Inschrift gefunden: „Hiermit sei es allen Menschen kund: 17. Juni 1579, durch die Gnade Gottes und im Namen Ihrer Majestät, der Königin Elisabeth von England, und aller ihrer Nachfolger ergreife ich Besitz von diesem Königreich, dessen König und Volk aus freiem Willen ihr Besitzrecht an dem ganzen Lande Ihrer Majestät übertragen haben und dem ich jetzt zur Kenntnis aller den Namen Nova Albion gegeben habe. Francis Drake.“ Cyril Stanley Smith entlarvte die Platte jedoch als Fälschung. Seitdem gelten wieder nur die Aufzeichnungen der Mitreisenden als Hinweis auf Drakes Aufenthalt in Nova Albion.
Weitere Zweifel an den Berichten äußert Harry Kelsey in Did Francis Drake Really Visit California? Er glaubt nicht, dass Drake über das heutige Mexiko hinaus gekommen ist, und belegt dies mit Karten, einer Sprachanalyse und Hinweisen, dass Teile der veröffentlichten Version von Drakes Bericht frei erfunden sein sollen.

### War Francis Drake in British Columbia?
Samuel Bawlf behauptet in seinem Buch The Secret Voyage of Sir Francis Drake 1577–1580, dass Drake wesentlich weiter nördlich war (an der Küste des heutigen British Columbia), als bisher angenommen wird, und legt dafür Thesen vor, die auf detaillierten niederländischen Karten beruhen, die kurze Zeit nach Drakes Heimkehr erschienen sind. Demnach seien alle Breitengrade in Drakes Bericht zu Nordamerika absichtlich um 10° zu niedrig angegeben worden, um seine tatsächlichen Entdeckungen geheim zu halten.

### Die undurchsichtige Doughty-Affäre
Rätsel gibt auch die Verurteilung und Hinrichtung Thomas Doughtys auf, deren Kaltblütigkeit man nicht in Verbindung mit Francis Drakes sonstigem Verhalten in Einklang bringen kann. Auch die Ausführungen von Sugden, Hampden und Cropp können nicht beantworten, welche Ursache und Beweggründe Drake hatte, seinen vormals besten Freund hinrichten zu lassen. Kurz nach der Reise versuchte John Doughty, der Halbbruder Thomas Doughtys, ein Gerichtsverfahren gegen Drake anzustrengen. Doch die Beschuldigung wurde vom Gericht nicht angenommen. Im Mai 1582 legte Drake seinerseits eine Beschwerde gegen John Doughty ein, weil er in aller Öffentlichkeit erklärt hatte, dass „die Königin den arrogantesten Schurken, den widerlichsten Halunken, den falschesten Dieb und den grausamsten Mörder geehrt“ habe. Kurz darauf nahm Francis Walsinghams Geheimdienst einen gewissen Patrick Mason fest, der behauptete, vom spanischen Botschafter angeheuert worden zu sein, um Doughty zu rekrutieren, damit dieser Drake entführt oder ermordet. Daraufhin wurde Doughty bis zum späten Oktober 1583 im Gefängnis Marshalsea inhaftiert. Sein Verbleib ist, wie die gesamte Affäre um Thomas Doughty, ein bis heute ungeklärtes Detail im Zusammenhang mit der Weltumsegelung des Francis Drake.